# Revolución de Mayo
La Revolución de Mayo fue una serie de acontecimientos revolucionarios ocurridos en la ciudad de Buenos Aires, capital del virreinato del Río de la Plata, dependiente del rey de España, que sucedieron durante la llamada Semana de Mayo, entre el 18 de mayo de 1810, fecha en la que se publicaron noticias de la caída de la Junta Suprema Central, y el 25 de mayo, fecha en que juró la Primera Junta de gobierno.
La nueva Junta declaraba actuar «a nombre del Sr. D. Fernando Séptimo, y para guarda de sus augustos derechos», la que es considerada por algunos historiadores como una maniobra política para ocultar las intenciones independentistas, y que lleva el nombre de máscara de Fernando VII.
Si bien inició el proceso de surgimiento del Estado argentino, no hubo una proclamación de la independencia formal, ya que la Primera Junta aún gobernaba de manera nominal en nombre del rey de España Fernando VII, quien había sido depuesto y su lugar ocupado por el francés José Bonaparte. La declaración de independencia de la Argentina tuvo lugar seis años después durante el Congreso de Tucumán el 9 de julio de 1816.

## Causas

### Causas externas

La declaración de Independencia de los Estados Unidos en 1776 inspiró movimientos similares en las colonias españolas en América. Óleo de John Trumbull (1819).

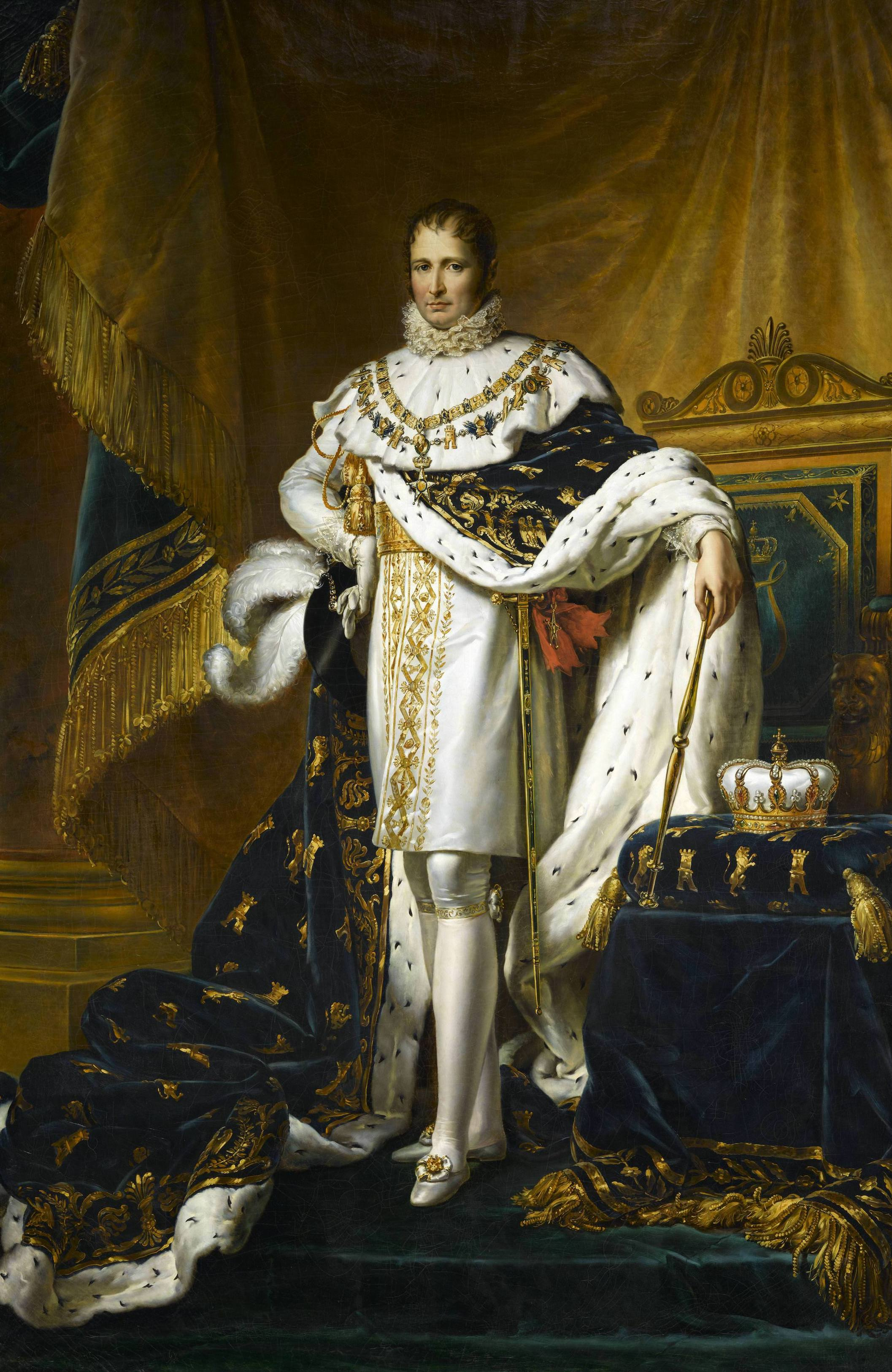
La coronación en España de José Bonaparte sembró dudas sobre la legitimidad de la autoridad virreinal.

La declaración de Independencia de los Estados Unidos en 1776 de Gran Bretaña sirvió como un ejemplo para los criollos de que una revolución e independencia en Hispanoamérica eran posibles. La Constitución estadounidense proclamaba que todos los hombres eran iguales ante la ley (aunque, por entonces, dicha proclamación no alcanzaba a los esclavos), defendía los derechos de propiedad y libertad y establecía un sistema de gobierno republicano.
Desde finales del siglo XVIII habían comenzado a difundirse los ideales de la Revolución francesa de 1789, en la cual una asamblea popular finalizó con siglos de monarquía con la destitución y ejecuciones del rey de Francia Luis XVI y su esposa María Antonieta y la supresión de los privilegios de los nobles. La Declaración de los Derechos del Hombre y del Ciudadano, cuyos principios eran Liberté, égalité, fraternité («libertad, igualdad, fraternidad»), tuvo una gran repercusión entre los jóvenes de la burguesía criolla. La Revolución francesa motivó también la expansión en Europa de las ideas liberales, que impulsaban las libertades políticas y económicas. Algunos liberales políticos influyentes de dicha época, opuestos a las monarquías y al absolutismo, eran Voltaire, Jean-Jacques Rousseau, Montesquieu, Denis Diderot y Jean Le Rond d'Alembert, mientras que el principal representante de la economía liberal era Adam Smith, autor del libro La riqueza de las naciones, que proponía el libre comercio.
Aunque la difusión de dichas ideas estaba muy restringida en los territorios españoles, pues no se permitía el ingreso de tales libros a través de las aduanas o la posesión no autorizada, igual se difundían en forma clandestina.
En Gran Bretaña se inicia la revolución industrial, y para satisfacer las necesidades de su población necesitaba nuevos mercados a los cuales vender su creciente producción de carbón, acero, telas y ropa. Gran Bretaña ambicionaba que el comercio de las colonias españolas en América dejara de estar monopolizado por su metrópoli. Para lograr este fin intentó conquistarlas –fallida en el Río de la Plata mediante las dos Invasiones Inglesas, de 1806 y 1807– o promovió su emancipación.
En Europa se desarrollaban las Guerras Napoleónicas, que enfrentaron al Imperio Napoleónico francés contra Gran Bretaña y España, entre otros países. Francia tuvo una gran ventaja inicial y, mediante las abdicaciones de Bayona, forzó la renuncia de Carlos IV de España y su hijo Fernando VII. Estos fueron reemplazados en el trono español por José Bonaparte, hermano del emperador francés Napoleón Bonaparte. La monarquía española intentó resistir formando la Junta Suprema de España e Indias o Junta Suprema Central y, tras su derrota, el Consejo de Regencia de España e Indias o Consejo de Regencia.

### Causas internas

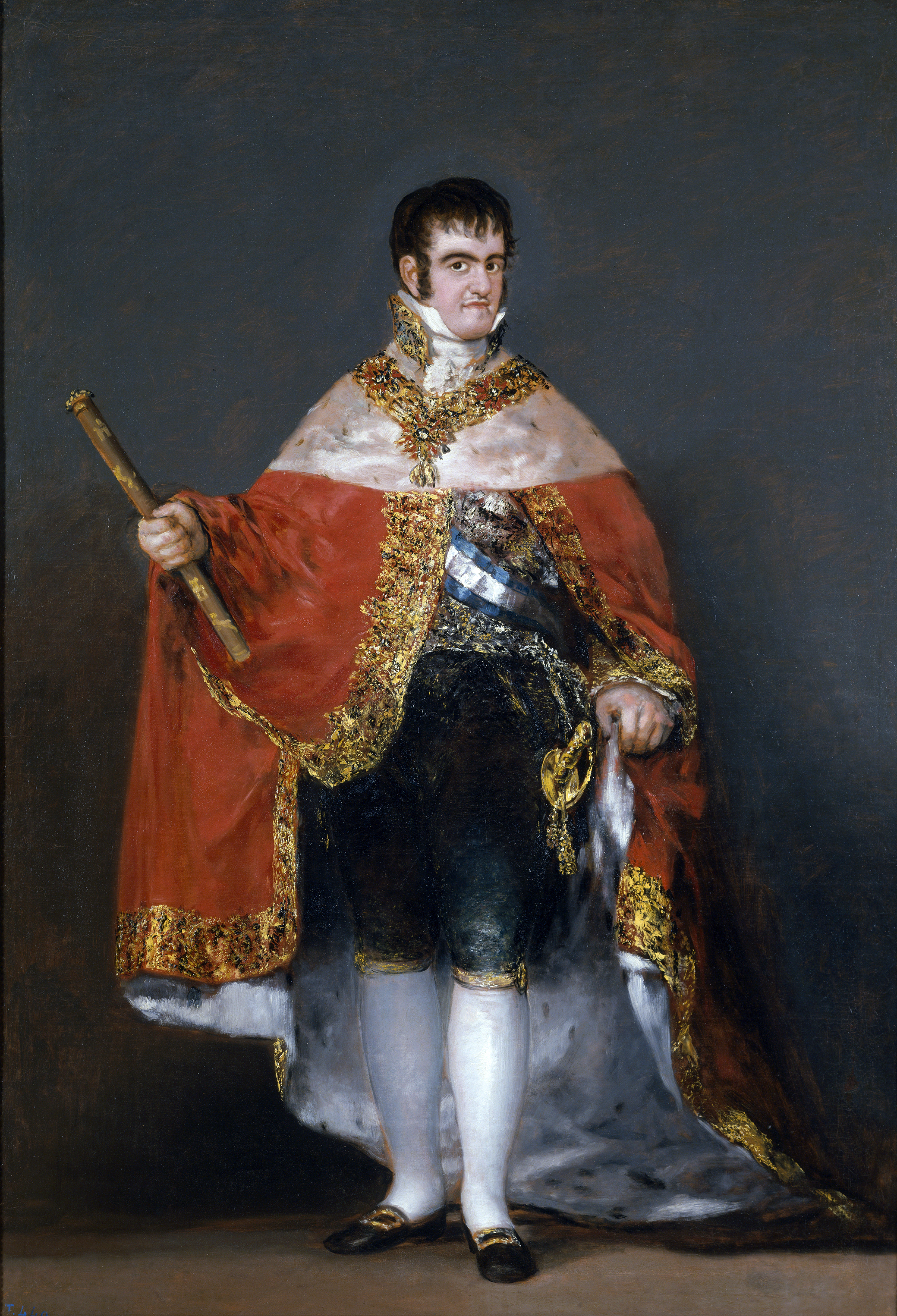
El rey Fernando VII de España. Retrato de Francisco Goya (1815).

A lo largo del siglo XVIII, las reformas en el Imperio Español llevadas adelante por la Casa de Borbón —que reemplazó a la Casa de Austria a partir del 16 de noviembre de 1700— transformaron la Hispanoamérica de aquel entonces de "reinos" con relativa autonomía, en colonias dependientes de decisiones tomadas en España en beneficio de ella. Entre las principales reformas borbónicas en América se destacó la creación del Virreinato del Río de la Plata en 1776, que reunió territorios dependientes hasta entonces del muy extenso Virreinato del Perú, y dio una importancia principal a su capital, la ciudad de Buenos Aires, que había tenido una significación secundaria hasta ese momento.
En el Virreinato del Río de la Plata el comercio exterior era un monopolio de España; no era legal el comercio con otras potencias. Esta situación era muy desventajosa para Buenos Aires ya que la corona española minimizaba el envío de barcos rumbo a dicha ciudad. Esta decisión de la metrópoli se debía a que la piratería obligaba a enviar a los barcos de comercio con una fuerte escolta militar, y ya que Buenos Aires no contaba con recursos de oro ni de plata ni disponía de poblaciones indígenas establecidas de las cuales obtener recursos o someter al sistema de encomienda, enviar los convoyes de barcos a la ciudad era mucho menos rentable que si eran enviados a México o Lima. Dado que los productos que llegaban de la metrópoli eran escasos, caros e insuficientes para mantener a la población, tuvo lugar un gran desarrollo del contrabando, que era tolerado por la mayoría de los gobernantes locales. El comercio ilícito alcanzaba montos similares al del comercio autorizado con España. En este contexto se formaron dos grupos de poder diferenciados:
1. Los que reclamaban el comercio libre para importar de manera directa con cualquier país sin que fuera necesario comprar todas las mercaderías trianguladas por España. Dentro de este grupo del comercio libre pueden distinguirse a su vez, a un grupo de poderosos contrabandistas criollos o españoles asociados a los mercaderes ingleses que fomentaban la nula protección de la manufactura local y por el otro lado, a un grupo moderado, que si bien quería romper el monopolio español, no deseaba una desprotección de la manufactura y producción locales.
2. Los comerciantes monopolistas, autorizados por la Corona española, quienes rechazaban el libre comercio y propugnaban por la continuidad del monopolio, ya que si los productos entraban de manera legal, disminuirían sus ganancias.

En la organización política, en especial desde la fundación del Virreinato del Río de la Plata, el ejercicio de las instituciones residentes recaía en funcionarios designados por la corona, casi todos españoles provenientes de la metrópoli, sin vinculación con los problemas e intereses americanos. 
No se legalizó una diferencia de clases sociales entre españoles peninsulares y del virreinato, pero en la práctica los cargos más importantes recaían en los primeros. La burguesía criolla, fortalecida por la revitalización del comercio e influida por las nuevas ideas, esperaba la oportunidad para acceder a la conducción política.
La rivalidad entre los habitantes nacidos en la colonia y los de la España europea dio lugar a una pugna entre los partidarios de la autonomía y quienes deseaban conservar la situación establecida. Aquellos a favor de la autonomía se llamaban a sí mismos patriotas, americanos, sudamericanos o criollos, mientras que los partidarios de la realeza española se llamaban realistas. 
Los patriotas eran señalados en forma despectiva por los realistas como insurgentes, facciosos, rebeldes, sediciosos, revolucionarios, descreídos, herejes, libertinos o caudillos; mientras que los realistas eran a su vez tratados en forma despectiva como sarracenos, godos, gallegos, chapetones, matuchos o maturrangos por los patriotas.

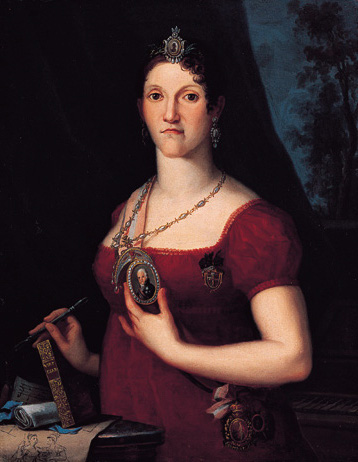
La coronación de Carlota Joaquina de Borbón fue brevemente considerada una alternativa a la Revolución.

Buenos Aires, la capital del Virreinato, logró un gran reconocimiento ante las demás ciudades del mismo luego de expulsar a las tropas inglesas en dos oportunidades durante las Invasiones Inglesas. La victoria contra las tropas inglesas alentó los ánimos independentistas ya que el virreinato había logrado defenderse solo de un ataque externo, sin ayuda de España. Durante dicho conflicto se constituyeron milicias criollas que luego tendrían un importante peso político, la principal de ellas era el Regimiento de Patricios liderado por Cornelio Saavedra.
Una alternativa considerada antes de la revolución fue el Carlotismo, que consistía en apoyar a la infanta Carlota Joaquina de Borbón, hermana del rey Fernando VII de España y esposa y princesa consorte del príncipe regente Juan de Portugal, para que se pusiera al frente de todas las colonias españolas como regente. Estaba capacitada para hacerlo por la derogación de la Ley Sálica en 1789, y su intención sería prevenir un posible avance francés sobre las mismas. El intento no fue apoyado por los españoles peninsulares, pero sí por algunos núcleos revolucionarios que veían en ello la posibilidad de independizarse en los hechos de España. Entre ellos se encontraban Juan José Castelli, Juan José Paso, Antonio Luis Beruti, Hipólito Vieytes y Manuel Belgrano; otros revolucionarios como Mariano Moreno y Cornelio Saavedra estaban en desacuerdo. Sin embargo, la propia infanta renegó de tales apoyos, y denunció al virrey las motivaciones revolucionarias contenidas en las cartas de apoyo que le enviaron. Sin ningún otro respaldo importante, las pretensiones de Carlota fueron olvidadas. Incluso después de la revolución hubo algunas aisladas propuestas de coronación de la Infanta como estrategia dilatoria, pero esta estaba completamente en contra de los sucesos ocurridos. En una carta enviada a José Manuel de Goyeneche dijo:

En estas circunstancias creo de mi deber rogarte y encargarte que emplees todos tus esfuerzos en llegar cuanto antes a Buenos Aires; y acabes de una vez con aquellos pérfidos revolucionarios, con las mismas ejecuciones que practicaste en la ciudad de La Paz.

### Corrientes de pensamiento subyacentes

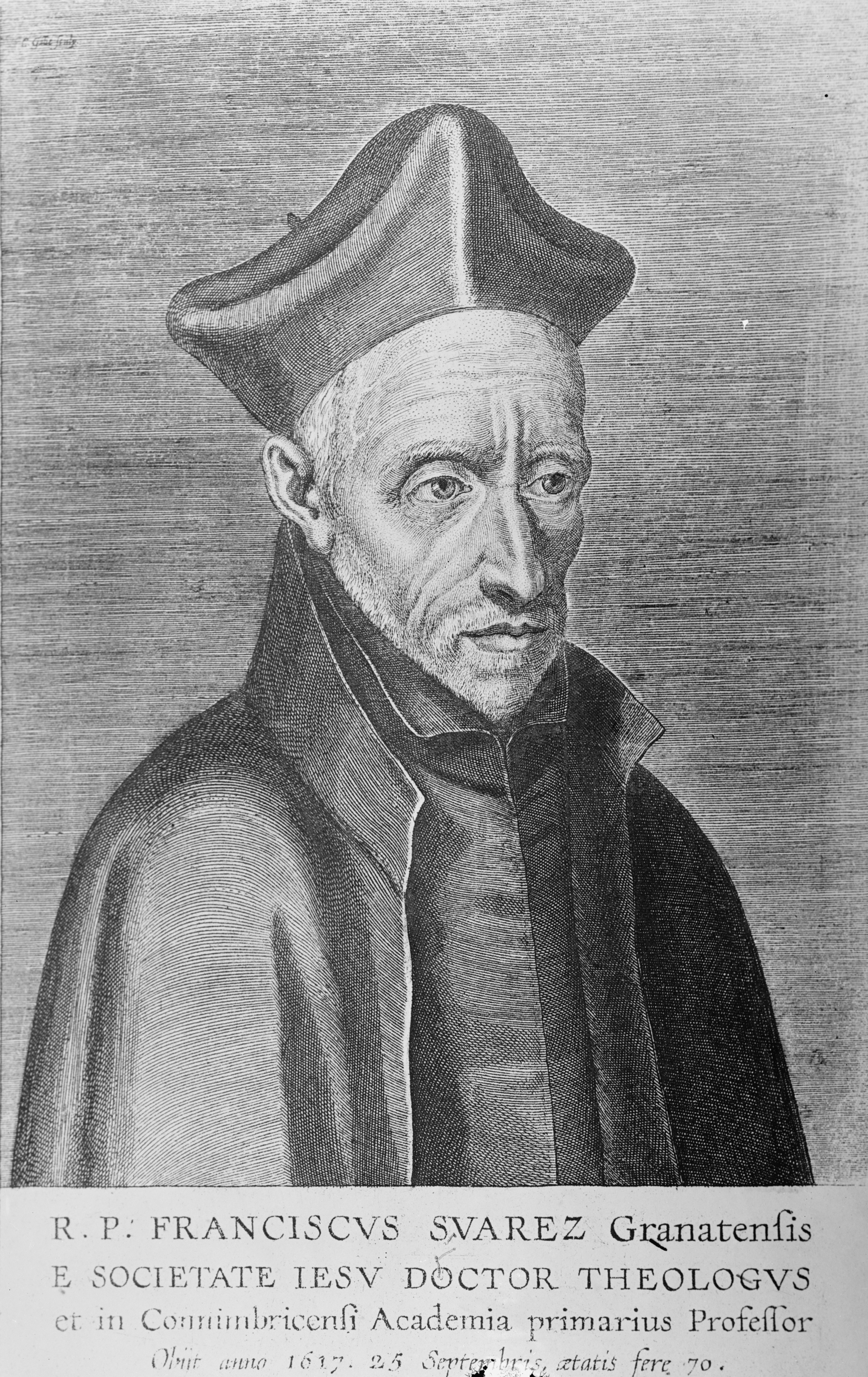
El sacerdote jesuita Francisco Suárez, de la Escuela de Salamanca

Desde mediados del siglo XVIII en el Río de la Plata, al igual que lo que sucedía en el resto de la América española, dos corrientes de pensamiento distintas influyeron en la cosmovisión filosófica que impactó en la acción política. Estas posiciones continuaron durante el proceso que se inició en 1810 y que culminó con la emancipación.
La primera corriente de pensamiento era de inspiración cristiana. Ella tuvo dos principales sub escuelas. La más arraigada fue la sostenida por la doctrina del sacerdote jesuita Francisco Suárez, de la Escuela de Salamanca, que pregonó que la autoridad es dada por Dios pero no al rey sino al pueblo que fue divulgada por los profesores de la Universidad Mayor Real y Pontificia San Francisco Xavier de Chuquisaca y aprendida por sus estudiantes, muchos fueron los posteriores patriotas que impulsaron la Revolución de Mayo. 
La otra escuela se inspiró en la Revolución Americana que, aunque tuvo otros orígenes, acuñó para sí como lema nacional la frase In God we trust que en inglés significa: «En Dios confiamos» y que sintetiza el pensamiento de los revolucionarios de las primitivas colonias norteamericanas.
La segunda corriente fue racionalista, laicista e iluminista que sustentó la filosofía política de Voltaire y de la Revolución Francesa.
Hacia principios del siglo XIX, en el Río de la Plata, ambas corrientes se vieron reflejadas a través de diversos patriotas que gestaron la emancipación. Así, el militar Cornelio Saavedra, fray Cayetano Rodríguez, fray Francisco de Paula Castañeda, el presbítero Pedro Ignacio de Castro Barros, el licenciado Manuel Belgrano, Esteban Agustín Gascón, Gregorio García de Tagle, entre muchos otros, fueron defensores del pensamiento católico y de la Iglesia en contra el anticatolicismo de los grupos liderados primero por Mariano Moreno y Juan José Castelli, y después por Bernardino Rivadavia quien se valió de políticas regalistas y laicizantes.

## Antecedentes a la revolución

### El virrey Liniers

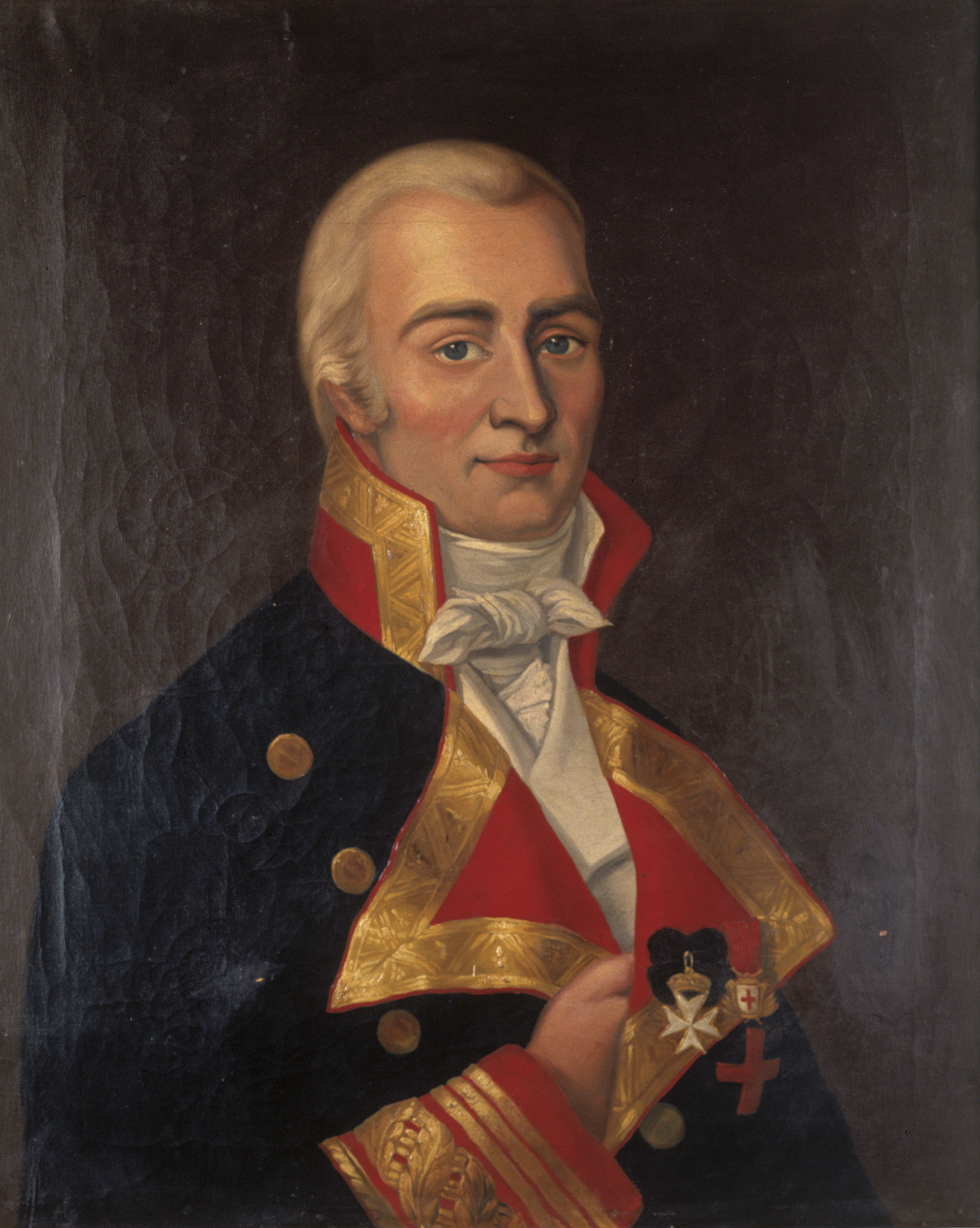
Retrato de Santiago de Liniers (Museo Naval de Madrid).

Tras la victoria obtenida durante las Invasiones Inglesas, la población de Buenos Aires decidió deponer al virrey Rafael de Sobremonte, ya que durante el ataque había huido de la ciudad rumbo a Córdoba con el erario público. Para hacerlo se había inspirado en planes elaborados desde los tiempos del virrey Vértiz, que establecían que, en caso de invasión extranjera, la capital del Virreinato debía ser trasladada a Córdoba, incluidas las fuerzas militares y los caudales públicos; pero esta acción lo hizo aparecer como un cobarde a los ojos de la población. En su lugar, el nuevo virrey fue Santiago de Liniers, héroe de la reconquista, elegido por aclamación popular.
Sin embargo, la gestión de Liniers comenzó a recibir cuestionamientos. Su principal adversario político era el gobernador de Montevideo, Francisco Javier de Elío, quien denunció el origen francés de Liniers: argumentaba que era inaceptable que un compatriota de Napoleón Bonaparte, en guerra con España, ocupara el cargo. Sin embargo, a pesar de los reclamos de Liniers, no pudo brindar pruebas concretas de que el virrey complotara con los franceses. Elío se negó a reconocer la autoridad de Liniers y formó una junta de gobierno en Montevideo, independiente de Buenos Aires.
Confluyeron varios sectores con diferentes opiniones sobre cuál debía ser el camino a seguir en el Virreinato del Río de la Plata. Una situación análoga a la que se estaba viviendo había sucedido un siglo antes, durante la Guerra de Sucesión Española entre los austracistas y los borbónicos, en la que durante quince años los dominios españoles de ultramar no sabían a quién reconocer como el rey legítimo. En aquella oportunidad una vez que se instaló Felipe V en el trono español los funcionarios americanos lo reconocieron y todo volvió a su curso. Es probable que en 1810, muchos, en especial los españoles, creyeran que bastaba con formar una junta y esperar a que en España retornara la normalidad.

### Asonada de Álzaga
El alcalde y comerciante español afincado en Buenos Aires Martín de Álzaga y sus seguidores, hicieron estallar una asonada con el objetivo de destituir al virrey Liniers. El 1 de enero de 1809, un cabildo abierto exigió la renuncia de Liniers y designó una Junta a nombre de Fernando VII, presidida por Álzaga; las milicias españolas y un grupo de personas convocados por la campana del Cabildo apoyaron la rebelión.
Las milicias criollas encabezadas por Cornelio Saavedra rodearon la plaza, provocando la dispersión de los sublevados. Los cabecillas fueron desterrados y, los cuerpos militares sublevados, disueltos; el poder militar quedó en manos de los criollos que habían sostenido a Liniers y la rivalidad entre criollos y españoles peninsulares se acentuó. Los responsables del complot, desterrados a Carmen de Patagones, fueron rescatados por Elío y llevados a Montevideo.

### Nombramiento del virrey Cisneros

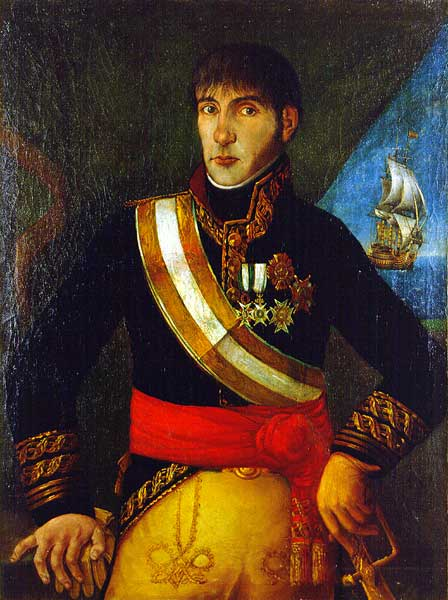
Baltasar Hidalgo de Cisneros, el último virrey en Buenos Aires (Museo Naval de Madrid).

En España, la Junta Suprema Central decidió terminar con los enfrentamientos en el Virreinato del Río de la Plata disponiendo el reemplazo del virrey Liniers por don Baltasar Hidalgo de Cisneros, quien arribó a Montevideo en junio de 1809. La Junta Suprema Central envió al nuevo virrey con instrucciones muy precisas: la detención de los partidarios de Liniers y la de los criollos que en secreto bregaban por la independencia.
El traspaso del mando se hizo en Colonia del Sacramento, Javier de Elío aceptó la autoridad del nuevo virrey y disolvió la Junta de Montevideo, volviendo a ser gobernador de la ciudad. Cisneros rearmó las milicias españolas disueltas tras la asonada contra Liniers e indultó a sus responsables.
En Buenos Aires, Juan Martín de Pueyrredón se reunió con los jefes militares para tratar de desconocer la autoridad del nuevo virrey. Este plan contó con el apoyo de Saavedra, Belgrano, Eustoquio Díaz Vélez, Juan José Viamonte, Miguel de Azcuénaga, Castelli y Paso, pero no con el visto bueno de Liniers, que se mantuvo leal a los realistas.

### Agitación revolucionaria en el Alto Perú

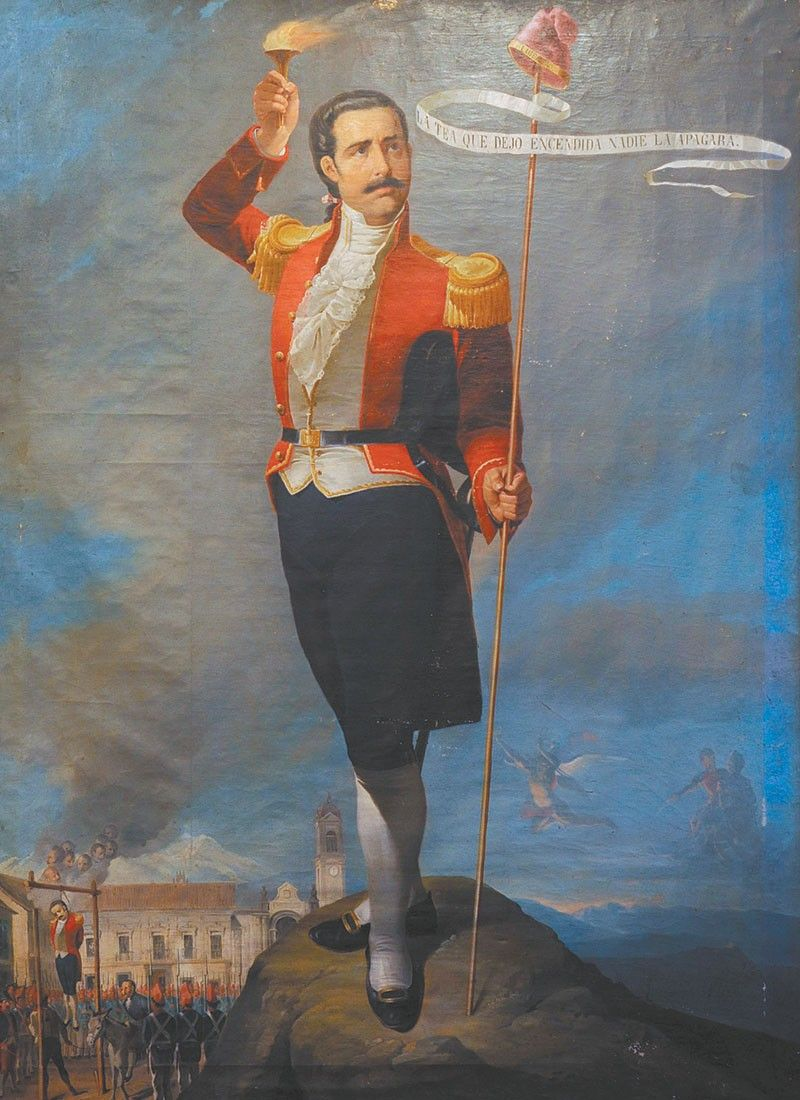
Pedro Murillo, por Joaquín Pinto.

El descontento con los funcionarios españoles se manifestó también en el interior del Virreinato del Río de la Plata, en particular en el Alto Perú.
El 25 de mayo de 1809 una revolución destituyó al gobernador y presidente de la Real Audiencia de Charcas o Chuquisaca, Ramón García de León y Pizarro, acusado de apoyar al protectorado portugués; el mando militar recayó en el coronel Juan Antonio Álvarez de Arenales. La autoridad civil quedó en situación indecisa, de modo que fue en parte ejercida por el mismo Arenales.
El 16 de julio en La Paz, otro movimiento revolucionario liderado por el coronel Pedro Domingo Murillo y otros patriotas obligó a renunciar al gobernador intendente Tadeo Dávila y al obispo de La Paz, Remigio de la Santa y Ortega. El poder recayó en el Cabildo hasta que se formó la Junta Tuitiva de los Derechos del Pueblo, presidida por Murillo.
La revolución de Chuquisaca no se proponía alterar la fidelidad al rey, mientras que la revolución de La Paz proclamó la abierta independencia. Los historiadores tienen diversas interpretaciones sobre si la revolución de Chuquisaca tuvo motivaciones independentistas o si fue sólo una disputa entre fernandistas y carlotistas. En consecuencia, existen desacuerdos sobre si la primera revolución independentista en Hispanoamérica fue la de Chuquisaca o la de La Paz. Durante el proceso instruido a raíz de las revoluciones en Chuquisaca y La Paz se mencionó a Rousseau y su libro El contrato social como cuerpos del delito.
La reacción de los funcionarios españoles derrotó estos movimientos: el de La Paz recibió un aplastamiento sangriento por parte de un ejército enviado desde el Virreinato del Perú, mientras que el de Chuquisaca fue sofocado por tropas que envió el virrey Cisneros.
Las medidas tomadas por el virrey contra dichas revoluciones acentuaron el resentimiento de los criollos contra los españoles peninsulares, ya que Álzaga fue indultado de la prisión recibida tras su asonada, lo cual reforzaba entre los criollos la sensación de inequidad. Castelli estuvo en los debates de la Universidad de San Francisco Xavier donde se alumbró el silogismo de Chuquisaca, el cual influenció sus posturas en la Semana de Mayo.

### Reformas económicas y medidas políticas de Cisneros
Ante las dificultades y costos del comercio con España, Cisneros aceptó la propuesta de Mariano Moreno e instauró el 6 de noviembre de 1809 el libre comercio con las demás potencias. Los principales beneficiados eran Gran Bretaña y los sectores ganaderos que exportaban cueros. Sin embargo, los comerciantes que se beneficiaban del contrabando reclamaron a Cisneros que anulase el libre comercio, a lo cual accedió para no perder su apoyo. Esto provocó a su vez que los ingleses, con Mac Kinnon y el capitán Doyle como representantes, reclamaran una revisión de la medida, haciendo valer el carácter de aliados contra Napoleón de España y Gran Bretaña. Moreno criticó la anulación, formulando la Representación de los Hacendados, considerado el informe de política económica más completo de la época del virreinato. Cisneros resolvió otorgar una prórroga al libre comercio, la cual finalizó el 19 de mayo de 1810.
El 25 de noviembre de 1809 Cisneros creó el Juzgado de Vigilancia Política, con el objetivo de perseguir a los afrancesados y a aquellos que alentaran la creación de regímenes políticos que se opusieran a la dependencia de América de España. Esta medida y un bando emitido por el virrey previniendo al vecindario de «díscolos que extendiendo noticias falsas y seductivas, pretenden mantener la discordia» les hizo pensar a los porteños que bastaba sólo un pretexto formal para que estallase la revolución. Por eso, en abril de 1810, Cornelio Saavedra les expresaba a sus allegados:

Aún no es tiempo; dejen ustedes que las brevas maduren y entonces las comeremos.

## Cronología de la Semana de Mayo
La historiografía y el sistema educativo argentino de la segunda mitad del siglo XIX, en su proyecto de constituir “una unidad colectiva nacional”, caratuló como “Semana de Mayo” a los días entre el 18 y el 25 de mayo de 1810, es decir, desde la publicación, por el virrey Cisneros, de las noticias llegadas a Buenos Aires días antes desde España hasta cuando juró la Junta Provisional Gubernativa de las Provincias del Río de la Plata a nombre de Fernando VII presidida por Cornelio Saavedra.
El lunes 14 de mayo llegó al puerto de Buenos Aires la goleta de guerra británica HMS Mistletoe al mando del teniente Robert Ramsay procedente de Río de Janeiro. Traía periódicos de Londres de los que luego se reimprimirían en Buenos Aires solo la parte pertinente con el título de Copia de los artículos de la Gazeta de Londres, de 16, 17 y 24 de febrero último [1810], referentes a los sucesos de España. Estas “separatas” contenían noticias sobre la ocupación francesa de Andalucía en su desplazamiento hacia Sierra Morena, la fuga desde Sevilla de la Junta Central rumbo a Cádiz, las protestas del pueblo por ese abandono, la detención de algunos de ellos en Jerez de la Frontera y su posterior liberación rumbo a la Isla de León donde, junto con otros, nombraron una Regencia y la desesperada situación de defender Cádiz con la ayuda inglesa proveniente de Gibraltar. Esta publicación, cuya existencia se sospechaba por otros documentos, no fue conocida por la historiografía argentina hasta que Carlos Alberto Pueyrredón, en 1953, publicó el facsímil, en tres páginas y un pliego, de una copia en el Archivo General de Indias que tenía un comentario manuscrito: “Noticias que trajo de Janeiro la escuadra inglesa y han causado el trastorno del gobierno de ésta”.
El 13 de mayo ingresó al puerto de Montevideo, al atardecer, la fragata mercante inglesa John Paris proveniente de Gibraltar al mando de su dueño David Wishart con 19 marinos. Con una capacidad de 300 toneladas, transportaba vino tinto, aguardiente y efectos consignados al comerciante de Buenos Aires Francisco Ferrer. Siguiendo órdenes establecidas por el gobierno desde meses atrás, el gobernador interino Joaquín de Soria impidió que la tripulación desembarcara, cerró el acceso al barco y se incautó de los papeles públicos y privados que traía, entre ellos una carta dirigida al virrey. Todo esto fue remitido a Cisneros a la espera de que éste ordenara los pasos a seguir.
Los días 15 y 16, una fuerte tormenta desatada en el Río de la Plata dañó el puerto de Montevideo y demoró el envío de los papeles que recién llegaron a Buenos Aires el 17 de mayo, casi a mediodía. Dos fueron los impresos que se recibieron desde Montevideo. El primero, fechado en Cádiz el 3 de febrero, se refería a la elección, composición y nombres del Supremo Consejo de Regencia entre los que figuraba un representante de las Américas. En ella se hacía un llamamiento a todos los habitantes a defender la ciudad ya que el enemigo avanzaba en gran número. El segundo impreso era un decreto de la Junta Provincial fechado en Cádiz el 6 de febrero que autorizaba la salida de barcos detenidos en ese puerto de tiempo atrás con lo que se normalizaba la actividad del puerto. Estas noticias fueron publicadas en Buenos Aires el 19 de mayo en un solo impreso con el título de Aviso al Público. Este documento no fue conocido por la historiografía hasta que Corbellini lo publicó en 1950.
Los documentos descubiertos por Pueyrredón y Corbellini, cuyas fechas de impresion constan en las facturas de la imprenta de los Niños Expósitos, modificaron la historiografía argentina, no solo para explicar la verdadera conducta del virrey Cisneros sino también para exculparlo de querer ocultar lo que ocurría en España, tesis que había prevalecido desde comienzos del siglo XX. Así pudo corregirse los contenidos y el momento en que las elites de Buenos Aires recibieron las noticias.

### Viernes 18 de mayo
El 18 de mayo se publicaron las separatas de los diarios que trajo la goleta Mistletoe y que Cisneros había ordenado imprimir el día anterior con el título de Copias de los artículos de la Gazeta de Londres […] etc. Su contenido se constituyó en el núcleo del cuadro de situación sobre el cual trabajaron los integrantes del movimiento juntista, quienes procedieron a reunirse para intercambiar opiniones y llamaron con urgencia a Castelli y Saavedra, ambos en sus quintas de San Isidro, en las afueras de la ciudad. Castelli respondió de inmediato, llegó a Buenos Aires a las ocho de la noche. Entonces se enteró de cuáles eran las noticias que desde hacía horas se expandían entre los vecinos destacados. Las reuniones se hacían de forma indistinta en la casa de Nicolás Rodríguez Peña o en la jabonería de Hipólito Vieytes. Concurrían, entre otros, Juan José Castelli, Manuel Belgrano, Juan José Paso, Antonio Luis Beruti, Eustoquio Díaz Vélez, Feliciano Antonio Chiclana, José Darragueira, Martín Jacobo Thompson y Juan José Viamonte. Otro grupo se congregaba en la quinta de Orma, encabezado por fray Ignacio Grela, entre los que se destacaba Domingo French.
Cisneros, al responder la nota que el gobernador Soria le había enviado el 14 de mayo, aprovechó para adjuntar tres ejemplares de las Copias de los artículos recién impresos. Esta nota de Cisneros se transformará en manos de los historiadores de la primera mitad del siglo XX en la prueba de que el virrey trataba de ocultar o atenuar la gravedad de lo que ocurría en España. Las correcciones en la copia guardada en el Archivo General de la Nación, que son simples modificaciones de estilo, se transformaron en síntomas del nerviosismo del virrey. La palabra “idea arreglada” que figuraba en la frase: “(…) dar al público por intermedio de varios impresos alguna idea arreglada de los sucesos de nuestra península” fue interpretada por Levene como “forma arreglada” dando a entender el arreglo o deformación de la verdad que no era otra sino que “faltaba el supremo gobierno” en España. Es más, la consideró como “consigna” para “desentrañar el sentido” de la “Proclama” de Cisneros único documento que conocía. Pero lo que buscaba Cisneros a través de los impresos que estaba dando a publicidad, cuya existencia y contenidos no eran conocidos por los historiadores, era “dar idea sujeta a regla, método, orden (…)”, es decir, publicar las noticias en varios y sucesivos impresos.

### Sábado 19 de mayo
También se puso al tanto de las noticias a Saavedra, jefe del regimiento de Patricios, que había desaconsejado tomar medidas contra el virrey. Saavedra consideraba que, desde un punto de vista estratégico, el momento ideal para actuar sería cuando las fuerzas napoleónicas lograran una ventaja decisiva en la guerra contra España. Al conocer las noticias de la caída de la Junta de Sevilla, Saavedra consideró que el momento había llegado. El grupo encabezado por Castelli se inclinaba por la realización de un cabildo abierto, mientras los militares criollos proponían deponer al virrey por la fuerza. Tras pasar la noche tratando el tema, durante la mañana Saavedra y Belgrano se reunieron con el alcalde de primer voto, Juan José de Lezica, y Castelli con el síndico procurador, Julián de Leyva solicitando el cese del mando del virrey Cisneros y con el objetivo, según consta en las actas del Cabildo, de “prevenir” a los cabildantes de que el pueblo “zozobraba en un conjunto de ideas difíciles de combinar”. En su comunicación a los demás miembros del Cabildo, Lezica o Leyva en ningún momento mencionaron que les hubieran solicitado un “Cabildo abierto”, concepto que, según Scenna, no apareció en “ningún documento” del momento.
En un análisis hecho por Marfany, “fundado en rigurosas reglas heurísticas y hermenéuticas” y no en interpretaciones libres, llegó a la conclusión que los motivos eran otros, dado que el Cabildo reconoció que la “gravedad y circunstancia [exigía] las mayores atenciones”. Agregó que tampoco era cierta que los comandantes y particulares hubieran dejado en manos del Cabildo la solución porque aquellos exigieron que fuera el domingo 20, en sesión ordinaria, que los capitulares pudieron postergar para el lunes 21.
Al analizar el informe de la Real Audiencia del 7 de septiembre de 1810, Marfany constató una versión distinta. Los “facciosos”, dando ahora la cara, decía el informe, se habían presentado “estrechando” al Cabildo a que por sí mismo haga cesar al virrey en el mando. Debía ser sustituido por un nuevo gobierno proveniente de la “voluntad del pueblo”, es decir, de un Cabildo Abierto.
Este día se produjeron otros hechos sintomáticos, cuyas causas no salieron del ámbito de algunos dirigentes. En primer lugar, fueron acuartelados los milicianos, a los cuales se les proveyó de municiones donadas por el español peninsular Pedro Dorna, que las adquirió a los ingleses, según consta en su solicitud de ciudadanía americana presentada en 1812 y que fue concedida de puño y letra, sin averiguación de antecedentes, por Bernardino Rivadavia. En segundo lugar, tanto soldados como oficiales recibieron dinero. En la carta que Saavedra envió a Viamonte el 27 de junio de 1811 comentó que el único aporte verdadero que hizo Nicolás Rodríguez Peña a la causa no fue la casa que puso a disposición para las reuniones porque sabía que estaba protegido por “nuestras bayonetas”, sino los 4500 pesos que prestó para “nuestros soldados acuartelados”. Pero Rodríguez Peña no fue el único. Los hermanos Miguel y Matías Irigoyen entregaron otros 4000 pesos a Saavedra y Viamonte para “dar a buena cuenta” a la tropa de los batallones de Patricios. Según Corbellini, se trató del viejo recurso de dar dinero a oficiales y soldados para ganar su voluntad. Rosendo Fraga intentó explicar esta “donación” de Irigoyen como una “antigua costumbre militar española de abonar el sueldo al soldado antes de entrar en batalla”. Pero Fraga no tuvo en cuenta: 1) Que los batallones no iban a entrar en ninguna batalla porque no tenían enemigos a la vista; 2) Que no se trataba de una “donación”: el 3 de junio de 1826, es decir, dieciséis años después, Matías Irigoyen se presentó ante el gobierno pidiendo la confirmación fehaciente de aquel “préstamo” que había hecho su hermano, para lo cual citó como testigos a Saavedra, Viamonte, Juan Ramón Balcarce y Juan Antonio Pereyra, en aquel entonces capitán cajero del cuerpo de Patricios, que corroboraron por escrito el hecho y el monto otorgado por Miguel Irigoyen el 19 de mayo de 1810.

### Domingo 20 de mayo
Lezica transmitió a Cisneros la petición que había recibido, y este consultó a Leyva, quien se mostró favorable a la realización de un cabildo abierto. Antes de tomar una decisión el virrey citó a los jefes militares para que se presenten a las siete horas de la tarde en el fuerte. Según cuenta Cisneros en el informe del 22 de junio de 1810 firmado por su esposa, les recordó:

(...) las reiteradas protestas y juramentos de fidelidad con que me habían ofrecido defender la autoridad y sostener el orden público y les exhorté a poner en ejercicio su fidelidad al servicio de S.M. y de la patria.

En sus Memorias, escritas dieciséis años después de estos sucesos, Saavedra recordó que ante el silencio de sus compañeros "yo fui el que dijo": 

Señor, son muy diversas las épocas del 1.º de enero de 1809 y la de mayo de 1810, en que nos hallamos. En aquella existía la España, aunque ya invadida por Napoleón; en ésta, toda ella, todas sus provincias y plazas están subyugadas por aquel conquistador, excepto solo Cádiz y la isla de León, como nos aseguran las gacetas que acaban de venir y V.E. en su proclama de ayer. ¿Y qué, señor? ¿Cádiz y la isla de León son España? (...) ¿Los derechos de la Corona de Castilla a que se incorporaron las Américas, han recaído en Cádiz y la isla de León, que son una parte de las provincias de Andalucía? No señor, no queremos seguir la suerte de la España, ni ser dominados por los franceses, hemos resuelto reasumir nuestros derechos y conservarnos por nosotros mismos. El que a V.E. dio autoridad para mandarnos ya no existe; de consiguiente usted tampoco la tiene ya, así que no cuente con las fuerzas de mi mando para sostenerse en ella. Esto mismo sostuvieron todos mis compañeros. Con este desengaño, concluyó diciendo: "Pues señores, se hará el cabildo abierto que se solicita. Y en efecto se hizo el 22 del mismo mayo"
(Saavedra, 1960, p. 1052)

Al anochecer se produjo una nueva reunión en casa de Rodríguez Peña, en donde los jefes militares comunicaron lo ocurrido.
El historiador Roberto Marfany determinó que tanto el acta del Cabildo del 21 de mayo como el informe de Cisneros del 22 de junio de 1810 ocultaron y/o deformaron la verdad de los acontecimientos. La renuncia de Cisneros fue acordada con los militares en la noche del 20. Los regidores Ocampo y Domínguez llevaron esa renuncia a la mañana del 21 para que Cisneros la firmase, pero el virrey la transformó en una solicitud de Cabildo abierto y su autorización, que fue lo que en definitiva querían el alcalde Lezica y Cisneros.
Según Marfany, el congreso o cabildo abierto fue entonces un recurso oficial desesperado de Cisneros para salvar con el voto "de los buenos", "el "vecindario sensato", "vecinos de distinción" o los "principales vecinos" su autoridad en trance de sucumbir, y concluye que no fueron los juntistas civiles o militares quienes solicitaron el cabildo abierto. 

Es opinión aceptada como verdad que fue la Revolución quien gestiono el cabildo abierto [...]. La principal historiografía estima que en esa asamblea "se adoptarían las medidas que la critica situación aconsejaba", fórmula imprecisa que no define el móvil de la Revolución ni ha podido descubrir el verdadero origen de ese cabildo abierto.
(Marfany, 1981, p. 11 y ss.)

Otra de las inexactitudes involuntarias de Saavedra —según Marfany debido a los 16 años transcurridos— fue decir que Cisneros terminó aquella reunión aceptando la realización del cabildo abierto "que se solicita". La historiografía admitió de hecho que el texto de la invitación al Cabildo abierto se mandó a la imprenta el 21, a posteriori de que Cisneros firmara la autorización fijando fecha y hora para la reunión, pero Marfany descubrió que fue enviado el mismo 20 y que, por esa razón, la fecha y hora estaban en blanco en el formulario impreso. Si hubiera sido enviado el 21, esos dos datos, que ya se conocían, hubieran figurado impresos en la invitación sin necesidad de completarlos a mano.

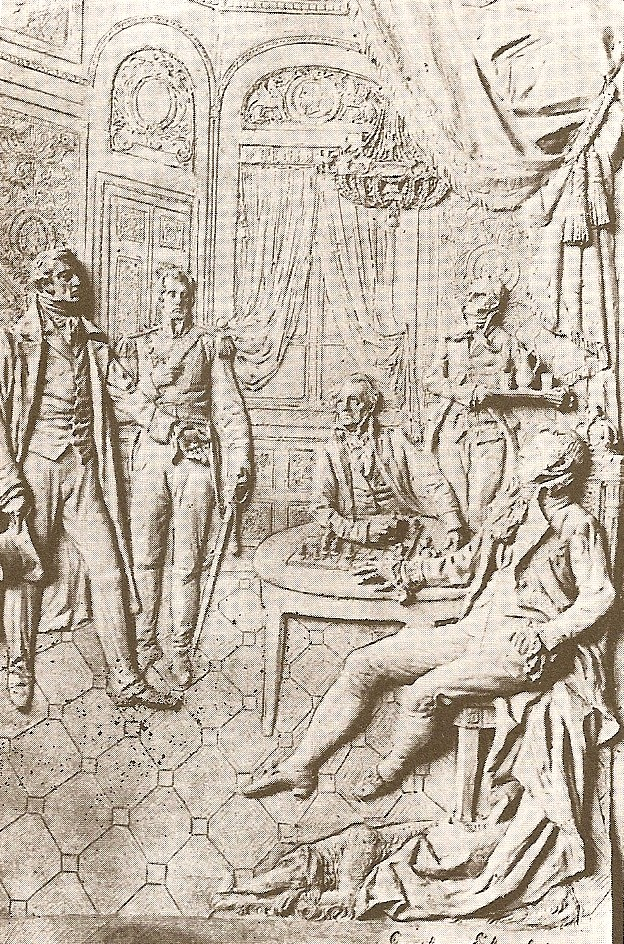
Castelli y Martín Rodríguez intiman a Cisneros a que cese en el mando del Virreinato.
Bajorrelieve de Gustavo Eberlein basado en las Memorias de Martín Rodríguez. Está modificado el juego de naipes del relato original a un mejor visto juego de ajedrez.

Una anécdota, que solo surge de las Memorias de Martín Rodríguez escritas en su vejez, menciona una comisión a cargo de Castelli y Martín Rodríguez que en la noche del 20 “intimaron” a Cisneros a cesar en el mando con un plazo de cinco minutos para contestar. La respuesta de Cisneros fue “[…] hagan lo que quieran”. En este dudoso relato de la “intimación”, no figuró la reunión previa de Cisneros con los militares realizada minutos antes; en contraposición, tampoco fue mencionado en el oficio muy detallado que Cisneros envió al Consejo de Regencia un mes después, el 22 de junio de 1810, ni en las Memorias de Saavedra.

### Lunes 21 de mayo

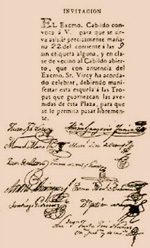
Invitación al Cabildo Abierto del 22 de mayo

Aparece en escena, por primera vez, como factor político activo y visible, lo que en los días siguientes se llamará: “pueblo”.
Un grupo de 600 personas se congregaron desde muy temprano en la plaza de la Victoria, limitada por la Recova al este, que corría de norte a sur a la altura de la actual calle Defensa, y el Cabildo al oeste o sea en la mitad occidental de la actual Plaza de Mayo. Estos individuos habían participado, según distintas fuentes, de varias reuniones previas. Estaban comandados por Domingo French, Antonio Beruti y “un tal Arzac”, se supone que José María de Arzac, armados con pistolas y puñales, se autodenominaban "Legión Infernal", aunque llevaban como identificación, en el cintillo del sombrero o en el ojal de la casaca, una cinta blanca en señal de unión entre españoles americanos y europeos. También llevaban en el cintillo del sombrero un pequeño retrato de Fernando VII grabado sobre papel. Este retrato provenía de una plancha realizada por Juan de Dios Rivera para recordar la jura a Fernando VII realizada el 21 de agosto de 1808, con la cual, a principios de 1809 se imprimieron, “en tinta y colores”, 1900 estampas en papel y 1094 en cintas de seda para hacer escarapelas.
A las nueve de la mañana el Cabildo inició la sesión en privado para tratar la renuncia que Cisneros debía entregar al Cabildo según lo acordado con los comandantes milicianos la noche anterior. Fuentes contemporáneas al suceso corroboran lo que las actas del Cabildo omitieron a posteriori. Según Marfany, el mejor relato es el de Juan Manuel Beruti: “el 21 de mayo el Excelentísimo Cabildo […] mandó dos diputados al Virrey con el oficio donde le manifestaban los motivos que había para que abdicara el mando en el Excelentísimo Cabildo […]”. A tal efecto, a las diez de la mañana, los regidores Manuel José de Ocampo y Andrés Domínguez se presentaron en el Fuerte con el pertinente oficio de renuncia para que Cisneros lo firmase.
Cuando los capitulares regresaron, no trajeron la renuncia sino una autorización para realizar el Cabildo Abierto diciendo que el virrey había manifestado que “el asunto era delicado y necesitaba meditación” explicando así la demora en que habían incurrido en un trámite de simple firma. El Cabildo modificó el acta acomodándolo a la respuesta de Cisneros, es decir, incluyendo el pedido de permiso para realizar el Cabildo Abierto sin indicar fecha ni hora de realización.  
Se decidió enviar a Andrés Domínguez al cuartel de Patricios para solicitar la presencia de su comandante, Saavedra. Mientras tanto, el grupo congregado en la plaza obligó al síndico procurador Leyva a salir al balcón al grito de que querían saber la respuesta de Cisneros y debido a la ambigua explicación del funcionario de que “estaban trabajando por el bien y la felicidad del pueblo” expresaron que “lo que se quería era la suspensión del excelentísimo señor Virrey”. Ya en el Cabildo, Saavedra, en su nombre y en el de los demás comandantes milicianos, se manifestó “garante de la seguridad pública”, salió a la plaza y convenció a “la gente” que confiaran en los capitulares y logró que se retiraran a sus casas. 
En los hechos, se había producido un cambio significativo en el desarrollo del proceso juntista. Cisneros logró sustituir, con ayuda de los capitulares, el oficio de renuncia por una autorización a realizar un Cabildo Abierto. No se trató de una maniobra dilatoria sino que, invitando a “vecinos de distinción”, que el análisis demostró que en su mayoría eran personas partidarias del régimen virreinal, pretendía abortar el cambio de gobierno. Los formularios de invitación, que la historiografía tradicional, apoyándose en las actas del Cabildo, asumió que se habían impreso el día 21, después de la autorización de Cisneros, resultaron ser una prueba de la puesta en marcha de la idea que propuso Leyva el 20, de una convocatoria a Cabildo Abierto, pues la orden de impresión se hizo ese 20, pues en el impreso estaban en blanco la fecha y hora de la convocatoria y no el 21 cuando esos dos datos ya se conocían. De un total de 600 invitaciones impresas se repartieron, de manera apurada e improvisada, unos 450. Muchos no la recibieron y esa fue una de las causas por la que no pudieron asistir. Se ha demostrado que las diferencias en la impresión de las invitaciones no eran, como sugirió Vicente Fidel López, una “clave” para aceptar a ciertos invitados y rechazar a otros sino simples desajustes técnicos en los tipos de imprenta. La diferencia entre la cantidad impresa y la cantidad de invitaciones enviadas no obedeció tampoco a la intención de repartirlas por fuera del Cabildo porque: a) Los cabildantes solicitaron 600 ejemplares y aprobaron el pago de la factura por esa cantidad y, b) Las invitaciones permitían acceder a la plaza no al cabildo. La asistencia y votación se controló y realizó por compulsa con la lista de invitados que el propio Cabildo había realizado para enviar las invitaciones. Esto ha permitido que, a posteriori, los historiadores puedan seguir paso a paso: a) La secuencia de las votaciones según el orden de asistencia; b) Las alteraciones a ese orden; y c) Quienes, por propia voluntad o por estar últimos en la lista, se negaron o no pudieron votar. 

El Excmo. Cabildo convoca á Vd. para que se sirva asistir, precisamente mañana 22 del corriente, á las nueve, sin etiqueta alguna, y en clase de vecino, al cabildo abierto que con avenencia del Excmo. Sr. Virrey ha acordado celebrar; debiendo manifestar esta esquela á las tropas que guarnecerán las avenidas de esta plaza, para que se le permita pasar libremente.

### Martes 22 de mayo
De los cuatrocientos cincuenta invitados al Cabildo abierto solo participaron doscientos cincuenta y uno. French y Beruti, al mando de seiscientos hombres armados con cuchillos, trabucos y fusiles, controlaron el acceso a la plaza, con la finalidad de asegurar que el Cabildo abierto fuera copado por criollos.

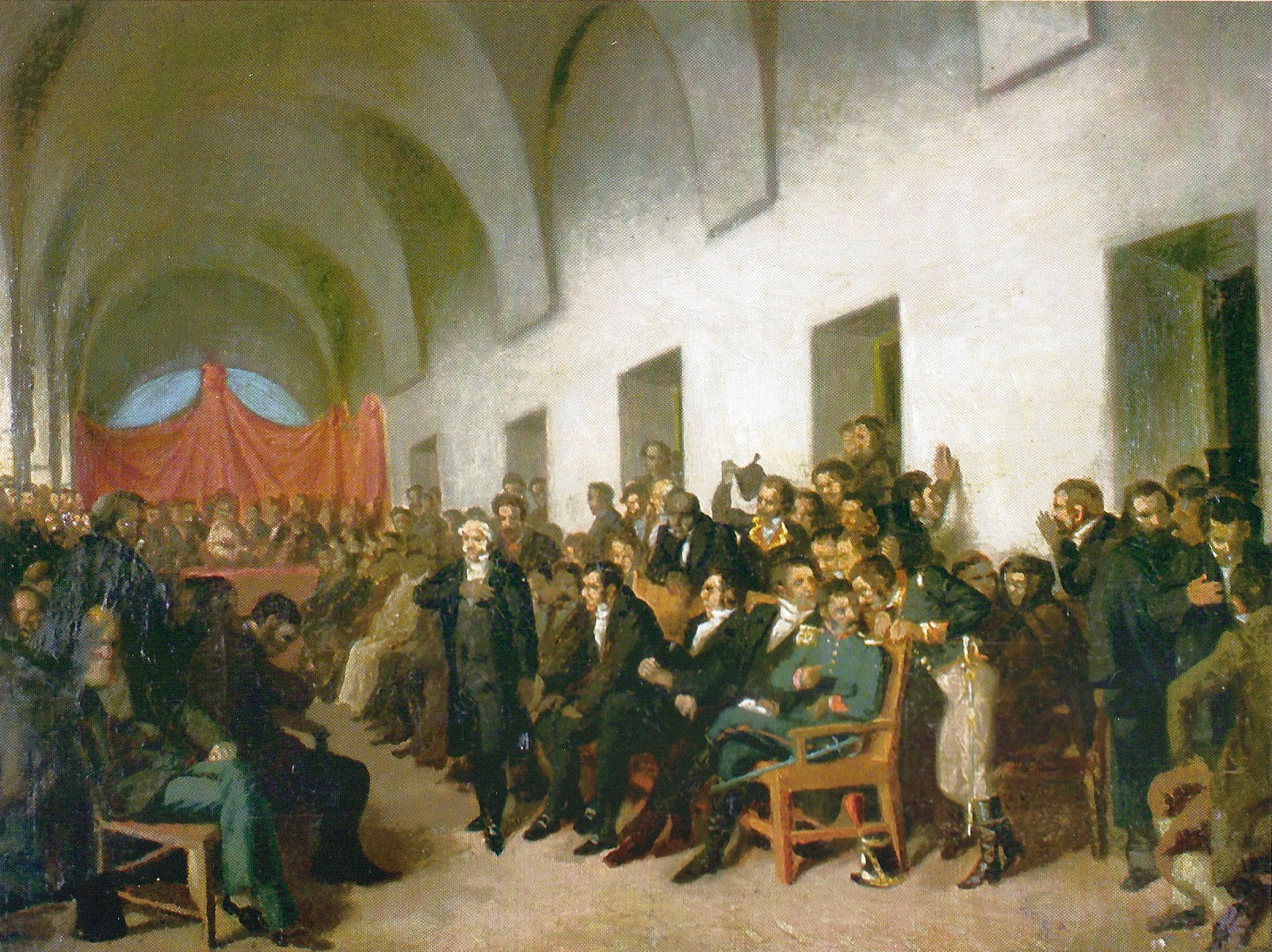
El cabildo abierto, según Juan Manuel Blanes.

El Cabildo abierto se prolongó desde la mañana hasta la medianoche, con diversos momentos, entre ellos la lectura de la proclama del Cabildo, el debate, «que hacía de suma duración el acto», como se escribió en el documento o acta, y la votación, individual y pública, escrita por cada asistente y pasada al Acta de la sesión.
El debate en el Cabildo tuvo como tema principal la legitimidad o no del gobierno y de la autoridad del virrey. El principio de la retroversión de la soberanía planteaba que, desaparecido el monarca legítimo, el poder volvía al pueblo, y que este tenía derecho a formar un nuevo gobierno.
Hubo dos posiciones enfrentadas: los que consideraban que la situación debía mantenerse sin cambios, respaldando a Cisneros en su cargo de virrey, y los que sostenían que debía formarse una junta de gobierno en su reemplazo, al igual que en España. No reconocían la autoridad del Consejo de Regencia de España y de Indias argumentando que las colonias en América no habían sido consultadas para su formación. El debate abarcó, de manera tangencial, la rivalidad entre criollos y españoles peninsulares, ya que quienes proponían mantener al virrey consideraban que la voluntad de los españoles debía primar por sobre la de los criollos.
No se cuenta con ningún texto oficial de los discursos pronunciados por los participantes del Cabildo Abierto. Los discursos que la historiografía les ha atribuido provienen de “memorias” de testigos que estuvieron o no en el acto, escritas cercanas al hecho o muchos años después. Estas fuentes, en general, no fueron sometidas a un análisis respecto de su naturaleza, la trayectoria e intereses de los autores y las circunstancias que los rodeaban en el momento en que pusieron por escrito lo que habían vivido, ya sea para seleccionar ese pasado y/o acomodarlos a distintos fines, siendo el “tribunal de la Historia” uno de ellos. Por esto, el historiador Fernando Jumar cree que “[…] este tipo de fuentes deberían ser descartadas para las investigaciones en torno a la revolución aunque no dejan de ser indicadas para analizar cómo se construyó el mito que la rodea”.
El primer orador fue el obispo de Buenos Aires, Benito Lué y Riega, máxima autoridad de la iglesia local.
Juan José Castelli, a continuación, sostuvo que los pueblos americanos debían asumir la dirección de sus destinos hasta que cesara el impedimento de Fernando VII de regresar al trono.

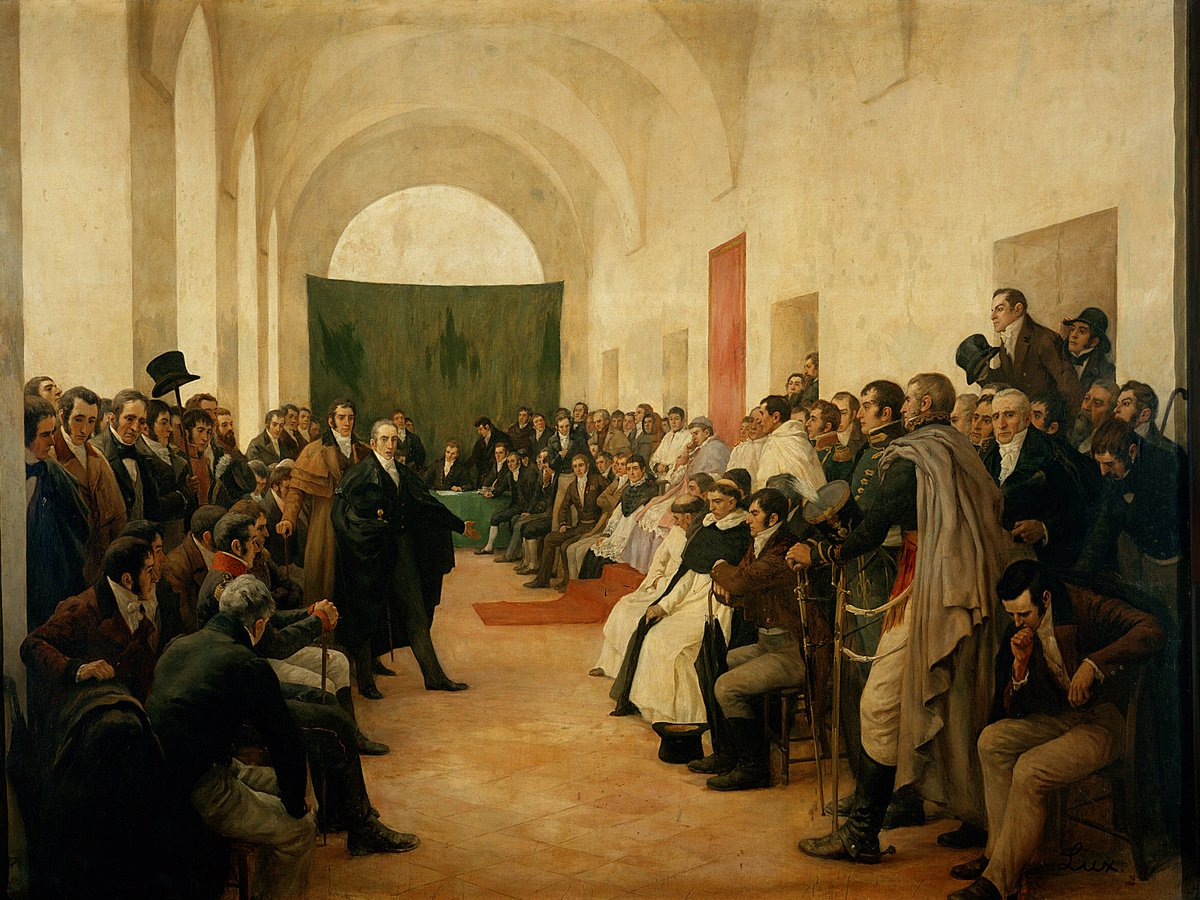
Cabildo abierto (22 de mayo de 1810). Óleo con 60 figuras realizado por Pedro Subercaseaux bajo la dirección de Adolfo Carranza para el festejo del Centenario. Muestra el instante en que Paso se dirige a una respetuosa audiencia. La presencia de la iglesia es representada por el obispo Lué (con alfombra roja) y tres órdenes. Detrás de Paso esta Castelli. A la derecha, en actitud pensativa, está sentado Moreno como aislado del resto.

Pascual Ruiz Huidobro expuso que, dado que la autoridad que había designado a Cisneros había caducado, este debía considerarse separado de toda función de gobierno, y que, en su función de representante del pueblo, el Cabildo debía asumir y ejercer la autoridad.
El fiscal Manuel Genaro Villota, representante de los españoles más conservadores, señaló que la ciudad de Buenos Aires no tenía derecho a tomar decisiones unilaterales sobre la legitimidad del virrey o el Consejo de Regencia sin hacer partícipes del debate a las demás ciudades del Virreinato. Argumentaba que ello rompería la unidad del país y establecería tantas soberanías como pueblos. 
Juan José Paso le dio la razón en el primer punto, pero adujo que la situación del conflicto en Europa y la posibilidad de que las fuerzas napoleónicas prosiguieran conquistando las colonias americanas demandaban una solución urgente. Adujo el argumento de la hermana mayor, por la cual Buenos Aires tomaba la iniciativa de realizar los cambios que juzgaba necesarios y convenientes, bajo la expresa condición de que las demás ciudades serían invitadas a pronunciarse a la mayor brevedad posible. La figura retórica de la «Hermana mayor», comparable a la gestión de negocios, es un nombre que hace una analogía entre la relación de Buenos Aires y las otras ciudades del Virreinato con una relación filial.

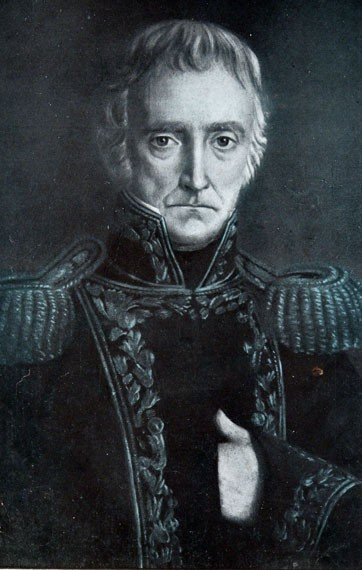
La postura de Cornelio Saavedra fue la que acabó imponiéndose.

El cura Juan Nepomuceno Solá opinaba que el mando debía entregarse al Cabildo, pero solo en forma provisional, hasta la realización de una junta gubernativa con llamamiento a representantes de todas las poblaciones del virreinato.
El comandante Pedro Andrés García, íntimo amigo de Saavedra, comentó al votar: 

Que considerando la suprema ley la salud del pueblo y advertido y aun tocado por sí mismo la efervescencia y acaloramiento de él con motivo de las ocurrencias de la Metrópoli, para que se varíe el Gobierno, que es a lo que aspira, cree de absoluta necesidad el que así se realice, [...}».

Cornelio Saavedra propuso que el mando se delegara en el Cabildo hasta la formación de una junta de gobierno, en el modo y forma que el Cabildo estimara conveniente. Hizo resaltar la frase de que 

(...) y no queda duda de que el pueblo es el que confiere la autoridad o mando.

A la hora de la votación, la postura de Castelli se acopló a la de Saavedra.
El recuento de los votos no debió ser nada fácil para los miembros del Cabildo habida cuenta de que los votantes se expresaron en numerosos grupitos con fórmulas distintas. De ahí surgió la necesidad, en primer lugar, de dividir en forma bipartita los resultados separando los que habían votado por el cese del virrey de los que habían votado por su permanencia y; en segundo lugar, no dar cifras. Por esa razón comunicaron que el resultado había sido que, “a pluralidad con exceso”, Cisneros debía cesar en su mandato.
Levene, más de un siglo después, también clasificó los votos en dos grupos:
a) Los que postularon la continuación del virrey, solo o acompañado: 69 votos;
b) Los que postularon por la cesación: 155 votos;
c) Total: 224 votos.
Los votos a favor de la cesantía los dividió en cinco subgrupos según qué autoridad se haría cargo de forma transitoria y/o definitiva del gobierno:
1) Fórmula de Ruiz Huidobro. El Cabildo asumiría el gobierno hasta que esa institución forme un gobierno provisorio: 25 votos;
2) Fórmula de Pedro Andrés García y Luis José de Chorroarín. El Cabildo asumiría el gobierno hasta que se resuelva la forma de gobierno: 20 votos;
3) Fórmula de Saavedra. El Cabildo asumiría de forma interina el gobierno hasta que esa institución determine en modo y forma la Junta que debe gobernar con la aclaración de que es “el pueblo” el que confiere esta autoridad o mando: 87 votos;
4) Fórmula de Juan Nepomuceno de Sola. El Cabildo subrogaría el gobierno interino hasta la elección de una Junta por diputados del virreinato: 19 votos;
5) El Cabildo subrogaría el gobierno: 4 votos.
La fórmula propuesta por Ruiz Huidobro se diferenció de la fórmula de Saavedra, en que aquél asumió de manera implícita que el Cabildo constituía el poder de establecer gobiernos mientras que Saavedra expresó que esa capacidad le había sido otorgada solo por el Cabildo Abierto del 22 de mayo. Saavedra conocía ese principio por haber desempeñado diferentes cargos en el cabildo donde el tratado Curia Philipica, de Juan de Hebia Bolaños, era un manual muy utilizado.

### Miércoles 23 de mayo
La agenda del Cabildo preveía para el día 23 incorporar el voto de más de 20 asistentes que no lo habían hecho y citar a las 15 horas a todos los que habían sufragado para que firmaran el acta respectiva. Se decidió no realizar ni lo uno ni lo otro, lo último para evitar otro posible alboroto. Se contaban con los votos firmados de cada uno, los que constituían prueba suficiente de lo actuado. Se inició entonces el recuento o “regulación” de los mismos para luego archivarlos por cualquier duda que surgiere. El análisis de los votos no debió ser fácil pues las propuestas eran variadas, complicadas e iban acompañadas de discursos grandilocuentes.
Concluido el recuento, se determinó: 1) El cese del virrey en su cargo; 2) Su reemplazo provisional por el Cabildo que elegiría una Junta; 3) Acelerar la toma de decisión del Cabildo Gobernador otorgando al caballero (sic) síndico procurador un voto decisivo ante la posibilidad de empate, dado el número par de los miembros que integraban esa corporación.
Este día, “los SS [Señores] del Ayuntamiento son ya los verdaderos virreyes de todo el país. Sin embargo, se apresuran a organizar el nuevo gobierno, pensando siempre en las provincias”. En efecto, era razonable suponer que no haberlas consultado podría ser motivo de resistencias que terminarían afectando la amistad con la capital e incluso con los demás Ayuntamientos del continente. Por esa razón, se decidió que Cisneros no debería ser “separado absolutamente” del gobierno sino sumado a la nueva junta en calidad de vocal acompañado con otros cuatro miembros que serían nombrados por los capitulares según lo habitual en estos casos de interinato.
A tal efecto resolvieron, por falta de tiempo, enviar un oficio a Cisneros, y no un acta, comunicando por ese medio el cese en su cargo de virrey y la nueva propuesta. Dos capitulares llevaron el oficio para ampliar en persona lo que el gobierno quería lograr con esta medida. La respuesta verbal de Cisneros reveló su cabal conocimiento de la correlación de fuerzas: 1) Sin negarse en forma absoluta a aceptar el ofrecimiento manifestó que no tenía interés en participar de “la menor parte del mando”; 2) No obstante, respecto de la propuesta del Cabildo Gobernador, consideró “conveniente” que se hiciera una consulta con los “comandantes” milicianos porque la idea “no parecía en todo conforme” con lo decidido en el Cabildo Abierto. Cisneros introducía así, por primera vez, un factor de poder no previsto desde lo institucional: los “comandantes de las unidades”.
El gobierno decidió realizar esa consulta y citó de inmediato a los susodichos comandantes. No se conoce quienes asistieron a esta primera reunión consultiva. Puestos al tanto de los antecedentes y de la propuesta hecha al señor Cisneros, el único comentario que hicieron fue que el “pueblo” se tranquilizaría cuando se diera a publicidad el cese en el cargo del Virrey y su reemplazo por el Cabildo Gobernador. Se redactó entonces un bando manuscrito, publicado en los lugares habituales.

### Jueves 24 de mayo
Este día, el exvirrey Baltasar Hidalgo de Cisneros despachó al joven entrerriano de diecisiete años José Melchor Lavín rumbo a Córdoba, para poner en conocimiento del gobernador intendente de Córdoba del Tucumán, Juan Gutiérrez de la Concha, los sucesos acaecidos en la capital virreinal entre el 21 y el 23 de mayo.
En la mañana, a propuesta del síndico Leyva, el Cabildo Gobernador determinó quienes serían los integrantes de la Junta que debía hacerse cargo del gobierno de manera provisoria hasta que se reuniera el congreso integrado por representantes de todas las provincias del Virreinato que definirían la forma de gobierno. Tenía cinco miembros: el exvirrey Baltasar Hidalgo de Cisneros como vocal presidente y los vocales: Cornelio Saavedra, comandante del cuerpo de Patricios; doctor Juan Nepomuceno Solá, cura rector de la parroquia de Nuestra Señora de Monserrat; doctor Juan José Castelli, abogado de la Real Audiencia Pretorial y José Santos Incháurregui, de “este vecindario y comercio”.
La composición de la Junta no fue arbitraria. El análisis de los resultados de la votación en el Cabildo abierto hecho por Corbellini reveló tres grandes grupos:
1. Los que votaron por mantener al virrey y/o adjuntarle consocios (66 votos);
2. Los que votaron por su destitución como virrey transfiriendo el gobierno al Cabildo en su carácter de Cabildo Gobernador dejó en sus manos la designación, en tiempo y forma, de un gobierno provisorio (66 votos). Corbellini llamó a este grupo “conservador” o “del Cabildo[54];
3. Los que, liderados por Saavedra y Castelli, con la postura anterior aclararon que el Cabildo Gobernador debía estar limitado por la voluntad del pueblo que confería la “autoridad o mando”, es decir, que el pueblo debía intervenir en la designación más no sea a través del voto indirecto (92 votos).

El doctor Castelli fue un paso más, propuso que la elección de las autoridades tenía que hacerse mediante el voto directo del pueblo, pero no tuvo adherentes. El doctor Solá y el destacado vecino y comerciante de origen vasco Inchaurregui pertenecían al grupo “conservador” siendo el primero su líder. Por lo tanto, los integrantes de la Junta representaron, en cierta medida, una coalición de esos tres grandes grupos.
Sobre la personalidad de Inchaurregui se han volcado errores. Guido, varias décadas después, al recordar la reunión en casa de Rodríguez Peña en la noche del 24 de mayo, acotó “que se reconoció por unanimidad de los presentes que dos de los miembros de la Junta [Solá e Inchaurregui] de carácter ascético y tímido se plegarían sin violencia a la política del presidente [Cisneros]”. Años después, Vicente Fidel López lo describió así: “un desconocido llamado Inchaurri (sic), que corría con los intereses personales de Cisneros”. Pero Incháurregui: a) No era un “desconocido” sino todo lo contrario, tanto por sus relaciones con la oligarquía capitular, la riqueza, los parentescos y su actuación política anterior: una calle llevaba su nombre; b) López escribió mal su apellido pese a la documentación existente: actas capitulares y juicio sucesorio; c) Era acreedor de la viuda de Cisneros y votó por la destitución de su marido como virrey lo que contradecía la sugerencia de López de que era un hombre de Cisneros. Fue uno de los tantos casos de inmigrantes peninsulares que actuaron en aquel momento en contra de las autoridades españolas.
En el Acta, se manifestó que ante los “graves inconvenientes y riesgos” que podrían producirse y teniendo en cuenta las facultades otorgadas al Cabildo a pluralidad de votos, “debían y mandaron”:
- La creación de una Junta integrada por Cisneros y los cuatro asociados ya mencionados. El primero de los nombrados presidiría la misma, con voto, y conservando su renta y prerrogativas de dignidad;
- Debían comparecer ante el Cabildo para prestar el juramento ad hoc;
- Luego del juramento debían ser reconocidos como depositarios de la autoridad del Virreinato por todas las corporaciones hasta el momento que lo determine el Congreso General;
- El Cabildo se reservaría el derecho de nombrar reemplazante en caso de muerte, enfermedad, ausencia;
- También se reservaría el derecho a deponer a los miembros si estos no cumplieren con sus deberes, reasumiendo para este caso particular la autoridad conferida por el pueblo en el Cabildo Abierto;
- La Junta publicaría una amnistía general respecto de las opiniones vertidas en el Cabildo Abierto. Al mismo tiempo, el Cabildo tomaba bajo su protección a todos los que participaron en ella;
- Los miembros de la Junta quedarían excluidos del ejercicio del poder judicial, el que se “refunde” en la Real Audiencia a quien se pasarán todas las causas;
- La Junta publicaría al inicio de cada mes el estado en que se encontrara la administración de la Real Hacienda;
- La Junta no podría disponer pensiones, ni contribuciones sin previa consulta y conformidad del Cabildo. Tampoco Cisneros podría expedir órdenes o providencias que no llevasen la conformidad de los demás miembros de la Junta;
- La Junta debería expedir órdenes circulares a los jefes de las provincias para que bajo su responsabilidad los respectivos Cabildos eligieran diputados para ser enviados a un Congreso a reunirse en la capital para establecer la “forma de gobierno que se considere más conveniente”. Los representantes deberían venir munidos de un poder que los identificase como tales y en el que deberían jurar no reconocer a otro soberano que no sea Fernando VII o sus legítimos sucesores y estar subordinados al gobierno que lo represente;
- Cada miembro de la Junta tendría tratamiento de “excelencia” quedando a su cargo la designación de honores y distinciones que les corresponda.[57]

El Cabildo Gobernador, considerando que esta decisión podría “trepidar” la confianza del público por la presencia del presidente vocal Cisneros, que solo con esa investidura se lo mantenía en el mando por conveniencia pública, resolvió “explorar la voluntad” de los comandantes de los cuerpos milicianos, hacerles saber la resolución adoptada y su objeto y si tenían el ánimo y posibilidad de sostenerla. Al efecto fueron citados y concurrieron diez comandantes de los principales cuerpos de la guarnición. Entre ellos figuraron: Saavedra, Francisco Antonio Ortiz de Ocampo, Pedro Andrés García y Martín Rodríguez. En primer lugar, todos aceptaron su unánime disposición a sostener la autoridad del Cabildo. En segundo lugar, después de “algunas discusiones” de las que solo constan la de García que sostenía que si se diera el caso de una nueva reasunción del cargo por parte del Cabildo Gobernador el síndico procurador debería tener voto decisivo, y la de Saavedra que pidió se lo sustituyera en la Junta por el síndico procurador para no ser censurado “en lo más mínimo”. Su pedido fue rechazado. Los comandantes consideraron que lo actuado por el Cabildo Gobernador era lo más apropiado para “conciliar los extremos” y que no dudaban de que sería aprobado por el pueblo. En tercer lugar, los comandantes aceptaron contribuir a que la Junta quedase “plantificada”, es decir, establecida y procedieron a retirarse.
De inmediato, el Cabildo Gobernador fijó el juramento para las tres de la tarde, citó a los vocales que integrarían la Junta y envió una comisión a Cisneros citándolo para el juramento. También fueron convocados los miembros de los tribunales y corporaciones, el obispo y el Cabildo Eclesiástico, los comandantes militares, etc. para que asistan al juramento. Se tomaron las medidas necesarias para que la ceremonia se celebrase con todo el debido aparato, se publicase el bando correspondiente, etc. El Cabildo Gobernador obsequió relojes a los cuatro comandantes de la guardia de honor que los habían acompañado durante todo el proceso y cien pesos a repartir entre los soldados.
Finalizada la ceremonia del juramento, que los miembros de la Junta lo hicieron de rodillas y con la mano derecha sobre los Santos Evangelios, de “desempeñar legalmente sus respectivos cargos, conservar íntegros estos dominios al señor don Fernando VII y sus legítimos sucesores y puntual guarda de las leyes del reino”, los mismos se retiraron del cabildo caminando a la fortaleza por “entre un numerosísimo concurso”, salvas de artillería y repiques de campanas. En seguida, los miembros del Cabildo se dirigieron a la fortaleza para cumplimentar a la nueva Junta.
La instalación de la Junta se realizó sin manifestación pública de oposición, y los documentos de la época que se conocen muestran una aceptación generalizada. Además de lo que figura en el acta de instalación firmada por los miembros del Cabildo y la Junta, en el manuscrito llamado “Diario de un testigo” se menciona que los miembros de la Junta cruzaron la plaza de la Victoria en “medio de vivas”. Tomás Guido recordó que “el pueblo pareció satisfecho de esta elección”; en especial, los españoles.Otros dos testigos afirmaron “con la elección de ayer estaban todos los magistrados contentos y lo mismo mucha parte del pueblo y los europeos a pesar del atropellamiento hecho al señor virrey” y “Hubo a la noche iluminación en el cabildo y música por los cuarteles de tropas, todo en demostración de lo grato que fue el nombramiento […]”.
El día 24 parecía finalizar con tranquilidad cuando a la noche se produjo una reacción contra el nuevo gobierno que los vocales Saavedra y Castelli comunicaron a los miembros de la Junta en su primera reunión gubernativa realizada en el Fuerte. En el oficio de renuncia que luego dirigió la Junta al Cabildo, a las nueve y media de la noche, se especificó cómo se habían enterado de la agitación de “alguna parte del pueblo” y que tenía su origen en que el Cabildo no había excluido al vocal presidente del mando de las armas. Distintas fuentes coincidieron con esta afirmación. Manuel Moreno recordó que “con la noche creció la agitación, los ciudadanos concurrían al cuartel de Patricios”. Tomás Guido mencionó que, en la reunión llevada a cabo a las ocho de la noche en la casa de Rodríguez Peña, se analizó la composición de la Junta y la inferioridad en que se encontraban los vocales Saavedra y Castelli lo que podía afectar incluso la seguridad de muchos de los asistentes.  En esa velada se realizaron intensas gestiones con oficiales de los cuerpos milicianos y civiles y una vez logrado un consenso enviaron por Castelli para que informara a la Junta sobre lo que estaba ocurriendo. En un principio Castelli señaló lo difícil de esa tarea y trató de calmar los ánimos, pero ante la insistencia no tuvo otra opción que prometer que la llevaría a cabo. Existen varios testimonios que confirmaron la presencia de opositores y/o manifestaciones contra la Junta en el cuartel de Patricios.
El análisis textual del oficio de renuncia mostró que, si bien la Junta aceptó en un todo lo que comunicaron Saavedra y Castelli, no ocurrió lo mismo con las decisiones que se debían tomar, en especial con los términos de la renuncia. En principio se afirmó que la agitación “no puede ni debe ser por muchas razones de mayor consideración”, es decir, se negó su importancia. Pero a continuación se afirmó que esa agitación, que causaba “imponderable sentimiento”, la obligaba a pedir al Cabildo que “proceda a otra elección” para “calmar la agitación y esfervecencia”(sic) que ha resurgido entre “las gentes”. Marfany atribuye a Cisneros la primera parte y a Saavedra-Castelli la segunda. Sobre este episodio, Vicente Fidel López, en su Historia de la República Argentina, atribuyó la redacción a un Cisneros imperativo que le dictaba a un obediente Castelli. Análisis posteriores determinaron que la letra era del vocal Incháurregui y que lo de López era otra de sus “narraciones construidas”.

### Viernes 25 de mayo
Durante la mañana del 25 de mayo, una gran multitud comenzó a reunirse en la plaza de la Victoria, actual plaza de Mayo, liderados por los milicianos de Domingo French y Antonio Beruti. Se reclamaba la anulación de la resolución del día anterior, la renuncia definitiva del virrey Cisneros y la formación de otra Junta de gobierno. El historiador Bartolomé Mitre afirmó que French y Beruti repartían escarapelas celestes y blancas entre los concurrentes; historiadores posteriores ponen en duda dicha afirmación, pero sí consideran factible que se hayan repartido distintivos entre los revolucionarios. Ante las demoras en emitirse una resolución, la gente comenzó a agitarse, reclamando: 

¡El pueblo quiere saber de qué se trata!

 La multitud invadió la sala capitular, reclamando la renuncia del virrey y la anulación de la resolución tomada el día anterior.
El Cabildo se reunió a las nueve de la mañana y reclamó que la agitación popular fuese reprimida por la fuerza. Con este fin se convocó a los principales comandantes, pero estos no obedecieron las órdenes impartidas. Los que sí lo hicieron afirmaron que no solo no podrían sostener al gobierno, sino tampoco a sus tropas, y que en caso de intentar reprimir las manifestaciones serían desobedecidos por estas.
Cisneros seguía resistiéndose a renunciar, y tras mucho esfuerzo los capitulares lograron que ratificase y formalizase los términos de su renuncia, abandonando pretensiones de mantenerse en el gobierno. Esto, sin embargo, resultó insuficiente, y representantes de la multitud en la plaza reclamaron que el pueblo reasumiera la autoridad delegada en el Cabildo Abierto del  22, exigiendo la formación de una Junta. Además, se disponía el envío de una expedición de quinientos hombres para auxiliar a las provincias.
Pronto llegó a la sala capitular la renuncia de Cisneros, «prestándose á ello con la mayor generosidad y franqueza, resignado á mostrar el punto á que llega su consideración por la tranquilidad pública y precaución de mayores desórdenes». Los integrantes de la nueva Junta fueron dados a conocer al Cabildo, primero en forma de representación oral y luego, a pedido de este, en forma escrita con el respaldo de 401 firmas. Sin embargo, no hay una posición unánime entre los historiadores sobre la autoría de dicho escrito.
Los capitulares salieron al balcón para presentar directamente a la ratificación del pueblo la petición formulada. Pero, dado lo avanzada de la hora y el estado del tiempo, la cantidad de gente en la plaza había disminuido, cosa que Julián de Leyva adujo para ridiculizar la pretensión de la diputación de hablar en nombre del pueblo. Esto colmó la paciencia de los pocos que se hallaban en la plaza bajo la llovizna. A partir de ese momento (dice el acta del Cabildo),

... se oyen entre aquellos las voces de que si hasta entonces se había procedido con prudencia porque la ciudad no experimentase desastres, sería ya preciso echar mano a los medios de violencia; que las gentes, por ser hora inoportuna, se habían retirado a sus casas; que se tocase la campana de Cabildo, y que el pueblo se congregase en aquel lugar para satisfacción del Ayuntamiento; y que si por falta del badajo no se hacía uso de la campana, mandarían ellos tocar generala, y que se abriesen los cuarteles, en cuyo caso sufriría la ciudad lo que hasta entonces se había procurado evitar.

El badajo de la campana del cabildo había sido mandado retirar por el virrey Liniers tras la asonada de Álzaga de 1809. Ante la perspectiva de violencias mayores, el petitorio fue leído en voz alta y ratificado por los asistentes. El reglamento que regiría a la Junta fue, a grandes rasgos, el que se había propuesto para la Junta del 24, añadiendo que el Cabildo controlaría la actividad de los vocales y que la Junta nombraría reemplazantes en caso de producirse vacantes. La titulada Junta provisional gubernativa de la capital del Río de la Plata —según consta en la proclama del 26 de mayo de 1810— que la tradición y la historiografía conocen como la Primera Junta, estaba compuesta de la siguiente manera:
Presidente

Juramento de la Primera Junta.

- Cornelio Saavedra (oriundo de Potosí)

Vocales
- Dr. Juan José Castelli
- Manuel Belgrano
- Miguel de Azcuénaga
- Dr. Manuel Alberti
- Domingo Matheu (oriundo de Cataluña)
- Juan Larrea (oriundo de Cataluña)

Secretarios
- Dr. Juan José Paso
- Dr. Mariano Moreno

Durante mucho tiempo se consideró que el movimiento juntista de mayo estuvo muy bien planificado y dirigido por un solo grupo de hombres que integraban lo que la historiografía argentina del siglo XIX denominó “Sociedad de los Siete”. En 1941, Juan Canter, en el capítulo IX de la Historia de la Nación Argentina, tomo V, Sección I, demostró de modo fehaciente que se trataba de otro mito historiográfico repetido por “una tradición de errores” y que ocultaba lo que habían sido acciones demasiado gregarias y sin plan.
Ricardo Zorraquín Becú analizó la filiación corporativa de los integrantes de la nueva Junta y su pertenencia a distintos grupos políticos: Saavedra y Azcuénaga eran comandantes milicianos; Castelli, Belgrano, Paso y Moreno eran abogados; Alberti era eclesiástico; Larrea y Matheu, importantes comerciantes. Saavedra era el jefe indiscutido del grupo miliciano, Belgrano y Castelli dirigían el grupo carlotista; Moreno, Larrea y Matheu, aunque sin tener participación activa en los días previos, habían integrado el movimiento alzaguista del 1 de enero de 1809. Azcuénaga, según Corbellini, pertenecía al grupo conciliador.
El historiador Jorge María Ramallo, al analizar este aporte de Zorraquín Becú lo encontró “clarividente” pero con “lagunas ostensibles” y razones “poco aceptables”. Las razones de la primacía de Saavedra y el segundo lugar ocupado por Castelli eran evidentes. El tercer lugar ocupado por Belgrano se explicó por su relación con su primo segundo Castelli. Sin embargo, en su Memoria, al referirse a su nombramiento dijo: “aunque no siguió la cosa por el rumbo que me había propuesto apareció una Junta de la que yo era vocal, sin saber cómo ni porqué. En el caso de Azcuénaga, que ocupó como vocal el cuarto lugar, no resultaron claras las razones de su inclusión. Saavedra se preguntó: “Azcuénaga, ¿qué ha hecho en toda su vida con respecto a nuestra libertad?”. Groussac intentó explicar que su designación había obedecido a su “honradez”, “calidad de jefe veterano y su posición social”. En efecto, Azcuénaga pertenecía a la aristocracia porteña. El vocal Alberti, sacerdote que ejercía el curato de San Benito de Palermo, muy bien considerado pero sin peso, ocupó el quinto lugar. El historiador Canter afirmó que fue incorporado debido a la vejez de Juan Nepomuceno Solá. Los lugares sexto y séptimo lo ocuparon Larrea y Matheu, importantes comerciantes españoles peninsulares que no tuvieron participación los días previos pero que eran antiguos partidarios de Alzaga. 
El primer secretario, Paso, ingresó por su actuación en el Cabildo Abierto del día 22. La incorporación de Moreno como secretario, dado que tampoco tuvo participación activa en los días previos, dio lugar a diversas hipótesis: a) Por su vinculación con el grupo de Alzaga; b) Levene lo atribuyó, sin referencias, a la presencia e intervención inglesa en el proceso; c) Carlos Roberts, siguiendo en esa línea, lo llamó “abogado del comercio inglés” y “patriota de última hora”; d) Manuel Moreno confirmó la poca participación de su hermano en los sucesos previos y manifestó que pasó muchas horas desde su nombramiento sin saber que era secretario de la Junta. Una vez enterado tuvo varias dudas: si eran legítimos los procedimientos públicos de ese nombramiento, si tendría capacidad para afrontar las tareas que implicaba el cargo, lo difícil de ese momento, y su escaso interés en desempeñar cargos públicos.
Saavedra habló a la muchedumbre reunida bajo la lluvia, y luego se trasladó al Fuerte entre salvas de artillería y toques de campana.

## Proclama del 26 de mayo

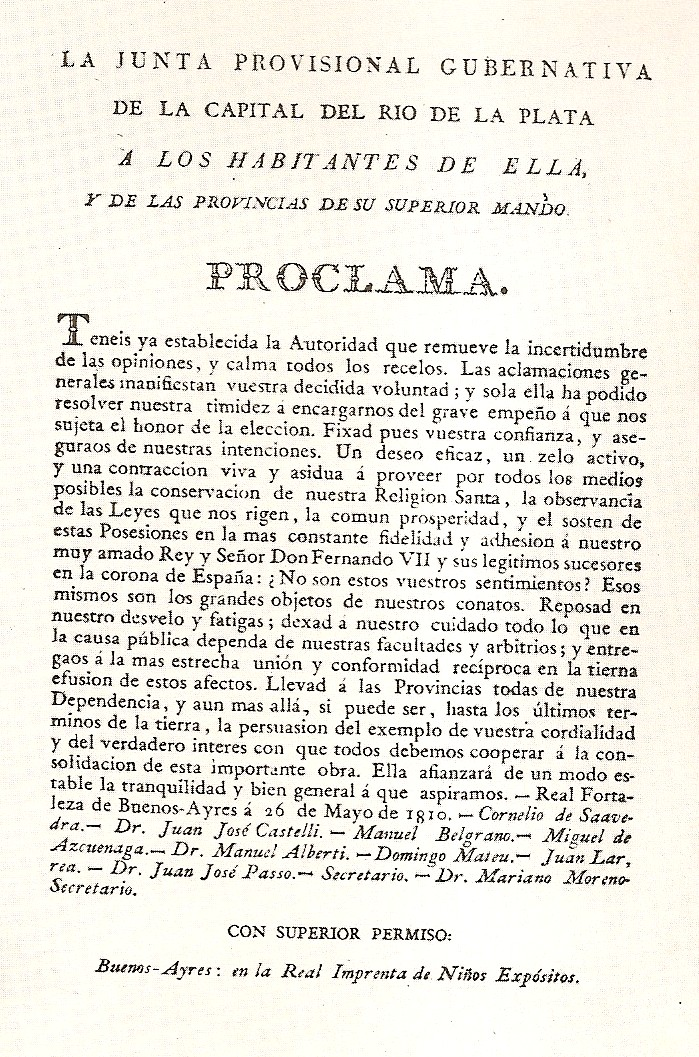
Proclama de la Junta provisional gubernativa de la capital del Río de la Plata del 26 de mayo de 1810.

El 26 de mayo de 1810, la Primera Junta —«Junta Provisional Gubernativa de la capital del Río de la Plata»— emitió una proclama que dirigió «a los habitantes de ella, y de las provincias de su superior mando», dando noticia de la nueva autoridad surgida de los sucesos de la Revolución de Mayo.

## Circular a los cabildos del interior
En el acta del Cabildo de Buenos Aires del 25 de mayo, se indicaba a la Junta que remitiera una circular a los cabildos del interior, para que las provincias envíen diputados a la capital:

Apartado X: que los referidos SS. despachen sin perdida de tiempo ordenes circulares a los Xefes de lo interior y demas a quienes corresponde, encargandoles muy estrechamente baxo de responsabilidad, hagan que los respectivos Cabildos de cada uno convoquen por medio de esquelas a la parte principal y mas sana del vecindario, para que formando un congreso de solos los que en aquella forma hubiesen sido llamados elijan sus representantes y estos hayan de reunirse á la mayor brevedad en esta Capital.

La Junta hizo una circular el 27 de mayo solicitando la elección de los diputados:

Asimismo importa que V. quede entendido que los diputados han de irse incorporando en esta junta, conforme y por el orden de su llegada á la capital, para que así se hagan de la parte de confianza pública que conviene al mejor servicio del rey y gobierno de los pueblos, imponiéndose con cuanta anticipación conviene á la formación de la general de los graves asuntos que tocan al gobierno. Por lo mismo, se habrá de acelerar el envío de diputados, entendiendo deber ser uno por cada ciudad ó villa de las provincias, considerando que la ambición de los extranjeros puede excitarse á aprovechar la dilación en la reunión para defraudar á Su Majestad los legítimos derechos que se trata de preservar.

El haber derrocado al virrey y a la junta que en principio se había formado para representarlo, reemplazándolos por la Primera Junta fue algo escandaloso para muchos y por lo tanto las primeras reacciones en el virreinato no fueron las mejores:
- En Córdoba se armó una contrarrevolución, liderada por Liniers.
- En Mendoza hubo reticencias en aceptar a la nueva Junta.
- En Salta hubo muchas discusiones.
- La resistencia fue activa en el Alto Perú, Paraguay y Montevideo.

## Repercusiones en Corrientes
Al norte de la demarcación montevideana y cerca de Asunción, el cabildo de San Juan de Vera de las Siete Corrientes recibió el 16 de junio la noticia de la creación del nuevo gobierno porteño, así como el apremio para la elección de un representante de la jurisdicción que pudiera ser incorporado a la Junta de Buenos Aires. En ese momento, los capitulares correntinos decidieron adherirse al movimiento juntista bonaerense y jurando fidelidad al rey Fernando VII. Reunidos en cabildo abierto, bajo voto cantado, se eligió a José Simón García de Cossío como represente ante el nuevo gobierno. De cualquier modo, la incorporación de los diputados de los cabildos del Interior no fue inmediata, ya que la Junta gubernativa de Buenos Aires demoró en concretarla. Aparte, para el caso de Corrientes, su alianza con el gobierno juntista de Buenos Aires produjo algunas reacciones con importantes consecuencias, como la ocupación militar que, hasta en dos ocasiones, sufrió por tropas paraguayas entre octubre de 1810 y abril de 1811. Corrientes fue bombardeada ese año por una flota realista de 28 navíos con base en Montevideo. A pesar de estos sucesos, el cabildo de Corrientes ratificó su decisión de acompañar la política de Buenos Aires y rechazó en forma categórica la propuesta del intendente-gobernador del Paraguay, Bernardo de Velazco, de prestar juramento al Consejo de Regencia. La fundamentación de la institución municipal correntina para justificar su decisión fue la añeja vinculación con Buenos Aires. Queda en evidencia la excepcionalidad del caso de Corrientes, una ciudad que formó parte de la revolución cumpliendo diversas funciones. Por ejemplo, después de que Asunción desconociera en 1811 al Consejo de Regencia, los vínculos entre ambas ciudades se estrecharon, hasta el punto de generar un nexo de comunicación epistolar que vinculó a los hombres más prominentes de la región. Con el transcurrir del tiempo, la ubicación geoestratégica de Corrientes permitió, en conjunto con Asunción y la zona misionera, crear una línea de contención ante los avances y pretensiones territoriales brasileñas. Al fin, se fomentó la evolución de los cambios políticos y la nutrición de nuevas ideas, que desembocarían, a la postre, en los movimientos y propuestas federalistas, como pusieron de manifiesto casos como el del teniente de gobernador Elías Galván y José Gervasio de Artigas.

## Intenciones revolucionarias
Aunque el gobierno surgido el 25 de mayo se pronunciaba fiel al rey español depuesto Fernando VII, los historiadores coinciden en que dicha lealtad era simplemente una maniobra política. La Primera Junta no juró fidelidad al Consejo de Regencia de España e Indias, un organismo de la Monarquía Española aún en funcionamiento, y en 1810 la posibilidad de que Napoleón Bonaparte fuera derrotado y Fernando VII volviera al trono, lo cual ocurrió finalmente el 11 de diciembre de 1813 con la firma del Tratado de Valençay, parecía remota e inverosímil. El propósito del engaño consistía en ganar tiempo para fortalecer la posición de la causa patriótica, evitando las reacciones que habría motivado una revolución aduciendo que aún se respetaba la autoridad monárquica y que no se había realizado revolución alguna. La maniobra es conocida como la «Máscara de Fernando VII» y fue mantenida por la Primera Junta, la Junta Grande, el primer, segundo y Tercer Triunvirato y los directores supremos, hasta la declaración de la Independencia de la Argentina, en 1816.
Cornelio Saavedra habló privadamente del tema con Juan José Viamonte en una carta del 27 de junio de 1811.

...las Cortes extranjeras y muy particularmente la de Inglaterra, nada exigen, más que llevemos adelante el nombre de Fernando y el odio a Napoleón; en estos ejes consiste el que no sea (Inglaterra) nuestra enemiga declarada... la Corte de Inglaterra... no se considera obligada... a sostener una parte de la monarquía española contra la otra... a condición que reconozcan su soberano legítimo... luego, si nosotros no reconociésemos a Fernando, tendría la Inglaterra derecho... a sostener a nuestros contrarios... y nos declararía la guerra... En medio de estas poderosas consideraciones quiere el... ciudadano Zamudio se grite: ¡Independencia! ¡Independencia! ¿Qué (se) pierde en que de palabra y por escrito digamos: ¡Fernando! ¡Fernando!

Para Gran Bretaña el cambio era favorable, ya que facilitaba el comercio con las ciudades de la zona sin que este se viera obstaculizado por el monopolio del mismo que España mantenía con sus colonias. Sin embargo, Gran Bretaña priorizaba la guerra en Europa contra Francia, aliada a los sectores del poder español que todavía no habían sido sometidos, y no podía aparecer apoyando a los movimientos independentistas americanos ni permitir que la atención militar de España se dividiera en dos frentes diferentes. En consecuencia presionaron para que las manifestaciones independentistas no se hicieran explícitas. Dicha presión fue ejercida por Lord Strangford, embajador de Inglaterra en la corte de Río de Janeiro, que manifestó su apoyo a la Junta pero lo condicionó

...siempre que la conducta de esa Capital sea consecuente y se conserve a nombre del Sr. Dn. Fernando VII y de sus legítimos sucesores.

Los grupos que apoyaron o llevaron adelante la revolución no eran completamente homogéneos en sus propósitos, y varios tenían intereses dispares entre sí. Los criollos progresistas y los jóvenes, representados en la junta por Moreno, Castelli, Belgrano o Paso, aspiraban a realizar una profunda reforma política, económica y social. Por otro lado, los militares y burócratas, cuyos criterios eran llevados adelante por Saavedra, sólo pretendían una renovación de cargos: aspiraban a desplazar a los españoles del ejercicio exclusivo del poder, pero heredando sus privilegios y atribuciones. Los comerciantes y hacendados subordinaban la cuestión política a las decisiones económicas, especialmente las referidas a la apertura o no del comercio con los ingleses. Finalmente, algunos grupos barajaron posibilidades de reemplazar a la autoridad del Consejo de Regencia por la de Carlota Joaquina de Borbón o por la Corona británica, pero tales proyectos tuvieron escasa repercusión.
Estos grupos trabajaron juntos para el fin común de expulsar a Cisneros del poder, pero al conformarse la Primera Junta comenzaron a manifestar sus diferencias internas.
En la revolución no intervinieron factores religiosos, debido a que todas las corrientes revolucionarias y realistas coincidían en su apoyo a la religión católica. Aun así, la mayor parte de los dirigentes eclesiásticos se oponían a la revolución. En el Alto Perú los realistas y las autoridades religiosas procuraron equiparar a los revolucionarios con herejes, pero los dirigentes revolucionarios siempre impulsaron políticas conciliatorias en los aspectos religiosos. Los curas y frailes, en cambio, estaban divididos geográficamente, los de las provincias «de abajo» eran leales a la revolución, mientras que los del Alto Perú prefirieron continuar leales a la monarquía.

## Acontecimientos posteriores

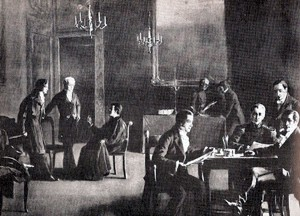
La Primera Junta. Óleo de Julio Vila y Prades.

Ni el consejo de Regencia, ni los miembros de la Real Audiencia ni la población española proveniente de Europa creyeron la premisa de la lealtad al rey Fernando VII, y no aceptaron de buen grado la nueva situación. Los miembros de la Audiencia no quisieron tomar juramento a los miembros de la Primera Junta, y al hacerlo lo hicieron con manifestaciones de desprecio. El 15 de junio los miembros de la Real Audiencia juraron fidelidad en secreto al Consejo de Regencia y enviaron circulares a las ciudades del interior, llamando a desoír al nuevo gobierno. Para detener sus maniobras la Junta convocó a todos los miembros de la audiencia, al obispo Lué y Riega y al antiguo virrey Cisneros, y con el argumento de que sus vidas corrían peligro fueron embarcados en el buque británico Dart. Su capitán Marcos Brigut recibió instrucciones de Larrea de no detenerse en ningún puerto americano y de trasladar a todos los embarcados a las Islas Canarias. Tras la exitosa deportación de los grupos mencionados se nombró una nueva Audiencia, compuesta íntegramente por criollos leales a la revolución.
Con la excepción de Córdoba, las ciudades que hoy forman parte de la Argentina respaldaron a la Primera Junta. El Alto Perú no se pronunciaba en forma abierta, debido a los desenlaces de las revoluciones en Chuquisaca y La Paz de poco antes. El Paraguay estaba indeciso. En la Banda Oriental se mantenía un fuerte bastión realista, así como en Chile.

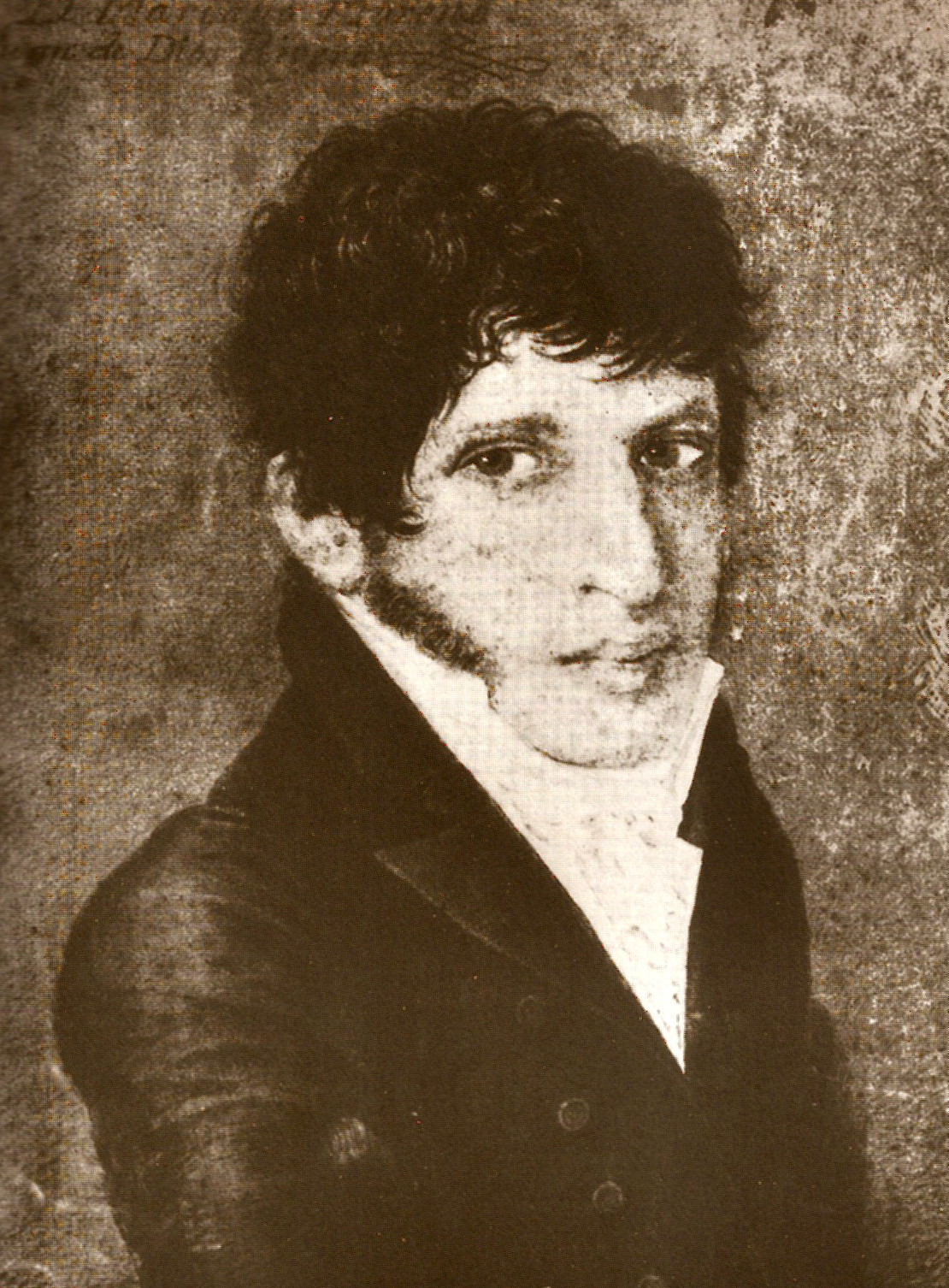
Mariano Moreno, uno de los integrantes más notorios de la Primera Junta.

Santiago de Liniers encabezó una contrarrevolución en Córdoba, contra la cual se dirigió el primer movimiento militar del gobierno patrio. Montevideo estaba mejor preparada para resistir un ataque de Buenos Aires, y la Cordillera de los Andes establecía una efectiva barrera natural entre los revolucionarios y los realistas en Chile, por lo que no hubo enfrentamientos militares hasta la realización del Cruce de los Andes por José de San Martín y el Ejército de Los Andes algunos años después. A pesar del alzamiento de Liniers y su prestigio como héroe de las Invasiones Inglesas, la población cordobesa en general respaldaba a la revolución, lo cual llevaba a que el poder de su ejército se viera minado por deserciones y sabotajes.
El alzamiento contrarrevolucionario de Liniers fue rápidamente sofocado por las fuerzas comandadas por Francisco Ortiz de Ocampo. Sin embargo, una vez capturados Ocampo se negó a fusilar a Liniers ya que había peleado junto a él en las Invasiones Inglesas, por lo que la ejecución fue realizada por Castelli.
Luego de sofocar dicha rebelión se procedió a enviar expediciones militares a las diversas ciudades del interior, reclamando apoyo para la Primera Junta. Se reclamó el servicio militar a casi todas familias, tanto pobres como ricas, ante lo cual la mayor parte de las familias patricias decidían enviar a sus esclavos al ejército en lugar de a sus hijos. Esta es una de las razones de la disminución de la población negra en Argentina.
La Primera Junta amplió su número de miembros incorporando en sí misma a los diputados enviados por las ciudades que respaldaban a la Revolución, tras lo cual la Junta pasó a ser conocida como la Junta Grande.

## Consecuencias
Según el historiador Félix Luna en su libro Breve historia de los argentinos, una de las consecuencias principales de la Revolución de Mayo sobre la sociedad, que dejaba de ser un virreinato, fue el cambio de paradigma con el cual se consideraba la relación entre el pueblo y los gobernantes. Hasta aquel entonces, primaba la concepción del bien común: en tanto se respetaba completamente a la autoridad monárquica, si se consideraba que una orden proveniente de la corona de España era perjudicial para el bien común de la población local, se la cumplía a medias o se la ignoraba. Esto era un procedimiento habitual. Con la revolución, el concepto del bien común dio paso al de la soberanía popular, impulsado por personas como Moreno, Castelli o Monteagudo, que sostenía que, en ausencia de las autoridades legítimas, el pueblo tenía derecho a designar a sus propios gobernantes. Con el tiempo, la soberanía popular daría paso a la regla de la mayoría, que plantea que es la mayoría de la población la que determina, al menos en teoría, al gobierno en ejercicio. Esta maduración de ideas fue lenta y progresiva, y llevó muchas décadas hasta cristalizarse de una manera electoral, pero fue lo que llevó finalmente a la adopción del sistema republicano como forma de gobierno de Argentina.
Otra consecuencia, también según el mencionado historiador, fue la disgregación de los territorios que correspondían al Virreinato del Río de la Plata. La mayor parte de las ciudades que lo componían tenían poblaciones, producciones, mentalidades, contextos e intereses diferentes entre sí. Estos pueblos se mantenían unidos gracias a la autoridad del gobierno español; al desaparecer esta, las poblaciones de Montevideo, Paraguay y el Alto Perú comenzaron a distanciarse de Buenos Aires. La escasa duración del Virreinato del Río de la Plata, de apenas treinta y ocho años, no logró que se forjara un sentimiento patriótico que las ligara como una unidad común.
Según Harari 

La revolución no se circunscribió a logros materiales. La vida cultural sufrió un florecimiento sin igual. En primer lugar, las publicaciones. Frente al único periódico permitido, la revolución dio rienda suelta a una decena de periódicos. La Lira Argentina, La Gazeta de Buenos Aires, El Correo de Comercio, Mártir o Libre, El Censor de la Revolución, El Independiente, El Grito del Sud. Lo mismo puede decirse de las expresiones literarias. Surgen poetas revolucionarios como Bartolomé Hidalgo, Vicente López y Planes y Esteban de Luca.

## Análisis historiográfico

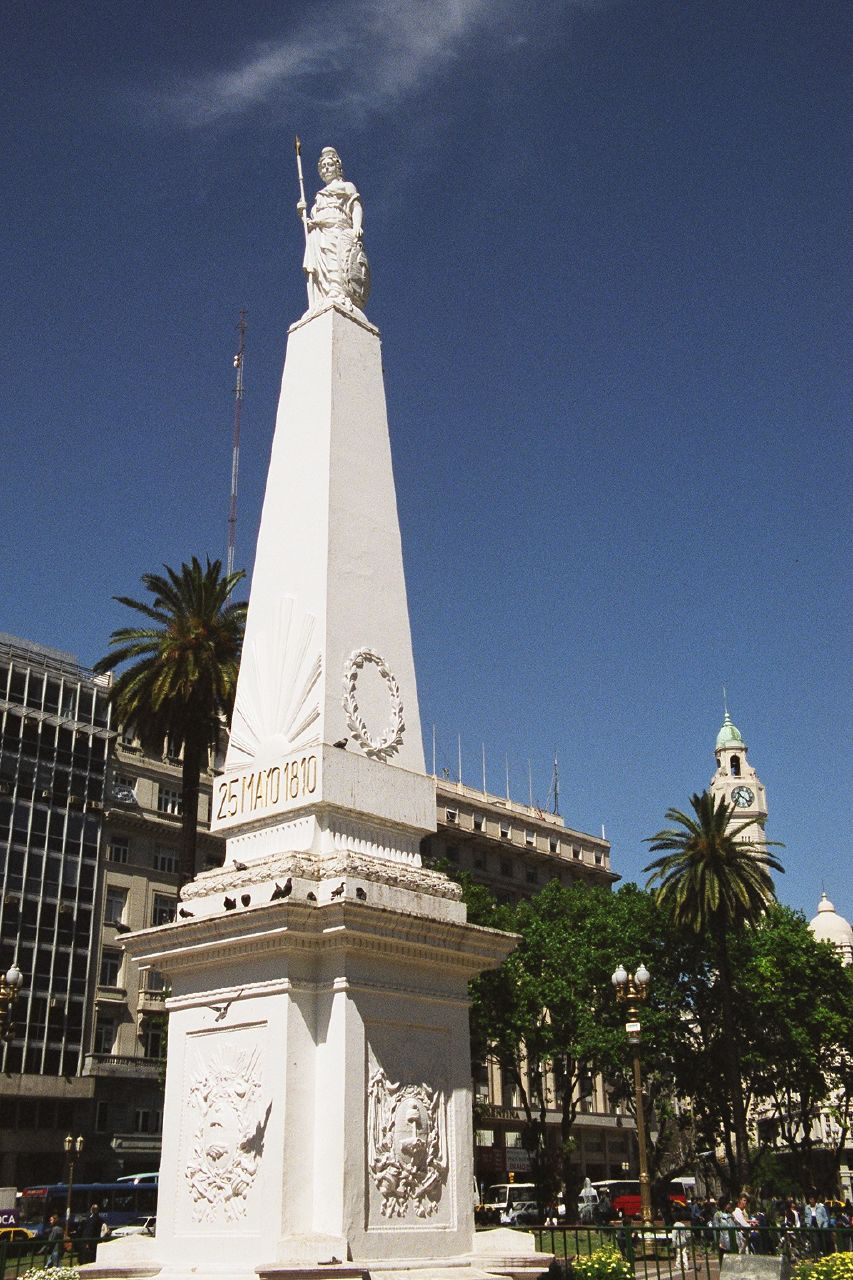
La Pirámide de Mayo, situada en la plaza de Mayo, en Buenos Aires.

La primera escuela notable de interpretación historiográfica de la historia de Argentina fue la fundada por Bartolomé Mitre. Mitre consideraba a la Revolución de Mayo como una expresión icónica del igualitarismo político, como el conflicto entre las libertades modernas y la opresión representada por la monarquía española, y el intento de establecer una organización nacional sobre principios constitucionales en contraposición al liderazgo de los caudillos.
Por su parte, Esteban Echeverría sintetizaba los ideales de Mayo en los conceptos de progreso y democracia. En el futuro, dichos conceptos serían el eje alrededor del cual se diferenciarían la historia canónica de la historia revisionista en lo referido a los eventos de Mayo. La versión canónica reivindica el progreso y justifica el abandono o demora de la concreción de los ideales democráticos para no poner en riesgo la prosperidad económica aduciendo que la sociedad de entonces aún no estaba capacitada para aprovechar apropiadamente la libertad política. Dicha situación fue conocida como la instauración de la «República posible».
Juan Bautista Alberdi consideró a la Revolución de Mayo una de las primeras manifestaciones de las disputas de poder entre la ciudad de Buenos Aires y las del interior, uno de los ejes alrededor del cual giraron las guerras civiles argentinas. Escribió en sus Escritos póstumos:

La revolución de Mayo de 1810, hecha por Buenos Aires, que debió tener por objeto único la independencia de la República Argentina respecto de España, tuvo además el de emancipar a la provincia de Buenos Aires de la Nación Argentina, o más bien el de imponer la autoridad de su provincia a la nación emancipada de España. Ese día cesó el poder español y se instaló el de Buenos Aires sobre las provincias argentinas. (Fradkin-Gelman, 2010, p. 181)

En la vereda opuesta, el revisionismo criticaba abiertamente la no conformación de una democracia auténtica. El historiador José María Rosa, por ejemplo, afirmó que la historia canónica presentaba a la revolución como el producto exclusivo de un sector reducido de la población movido por el deseo de libertades de comercio y libertades individuales, minimizando la implicación de las masas populares o el deseo de la independencia por la independencia misma. Asimismo, Rosa consideró que la historia canónica minimizaba u ocultaba las posturas políticas de Manuel Belgrano, presentándolo en cambio únicamente como un líder militar.
La figura de Mariano Moreno también motivó disputas por sus métodos confrontativos. Algunos historiadores lo ven como el principal impulsor de la Revolución, o bien del gobierno surgido de esta, mientras que otros relativizan su influencia. También existen disparidades sobre su consideración o no como jacobino, el arraigo o desarraigo popular de sus posturas, o el análisis de su pensamiento, sus fuentes o sus acciones. Sin embargo, más allá de los juicios de valor de cada historiador, hay consenso entre los mismos en considerar a Mariano Moreno como uno de los protagonistas de Mayo con la postura revolucionaria más radical y decidida.
Por último, aunque parece evidente que no puede asignarse a un día y a un hecho puntual la carga simbólica de la independencia y constitución de la Argentina libre y soberana, hay quienes consideran el 9 de julio, fecha de la declaración de la independencia, como ícono del nacimiento del país, y otros, a la fecha del 25 de mayo. Uno de los motivos del debate tiene que ver con el hecho de que hay quienes consideran que la Revolución de Mayo fue un acontecimiento protagonizado solo por Buenos Aires mientras que la Declaración de la Independencia fue un acto que contó con la activa participación de las provincias. Parece claro, eso sí, que la Revolución de Mayo es la celebración del inicio de una serie de acontecimientos que desembocaron en la formalización de la independencia en 1816.

## Homenajes

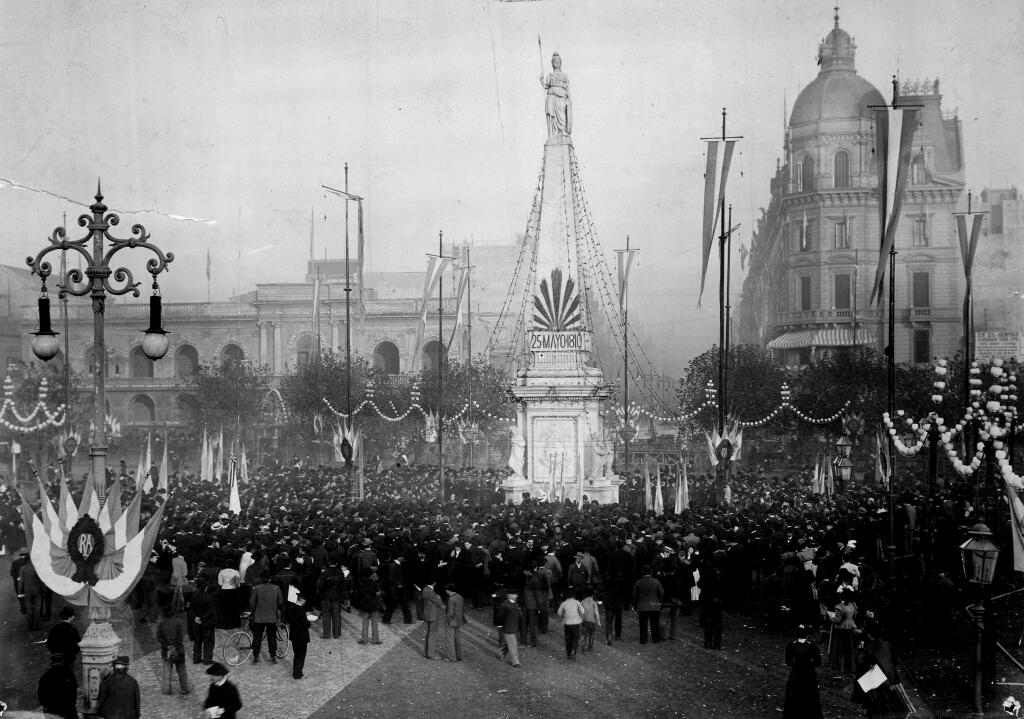
Fiestas mayas en plaza de Mayo en 1899.

En la actualidad, el 25 de mayo es recordado como una fecha patria en Argentina, con el carácter de feriado nacional. El mismo es inamovible, por lo que se celebra exactamente el 25 independientemente del día de la semana. La fecha fue feriado de Uruguay desde 1834 hasta 1933, con el nombre Día de América.
En el año 1910 «el Centenario de la Revolución de Mayo fue celebrado con toda la grandeza que correspondía a la prosperidad de las elites, y ese mismo año […] en el mes de abril, Roque Sáenz Peña fue elegido presidente de la República. Muy poco después iba a posibilitar, mediante la ley electoral que recuerda su nombre, el ejercicio del sufragio universal a todos los varones mayores de dieciocho años, en comicios de ejemplar limpieza».
Ya a finales del siglo XIX Argentina iba consiguiendo un papel destacado en el mundo occidental gracias al progreso que le brindó el comercio de sus productos agrícolas y ganaderos, como la carne, el cuero, la lana y el trigo, lo que enriqueció grandemente a las familias estancieras, a los frigoríficos y a otros comerciantes que comenzaron a adoptar las formas de vida de los sectores sociales altos de Europa y los Estados Unidos de la belle époque. Empero esta imponente realidad contrastaba con la situación de millones de inmigrantes que —atraídos por las posibilidades que ofrecía este rico país— cruzaron el océano Atlántico en procura de una mejor calidad de vida, en paz y con posibilidades de progreso y ascenso socioeconómico, que estas tierran les ofrecían en ese entonces. Si bien la gran mayoría de ellos, en poco tiempo, se fueron integrando al tejido social y conformaron la base del destacado estrato social medio argentino, otros —en cambio— continuaron viviendo en condiciones de pobreza.

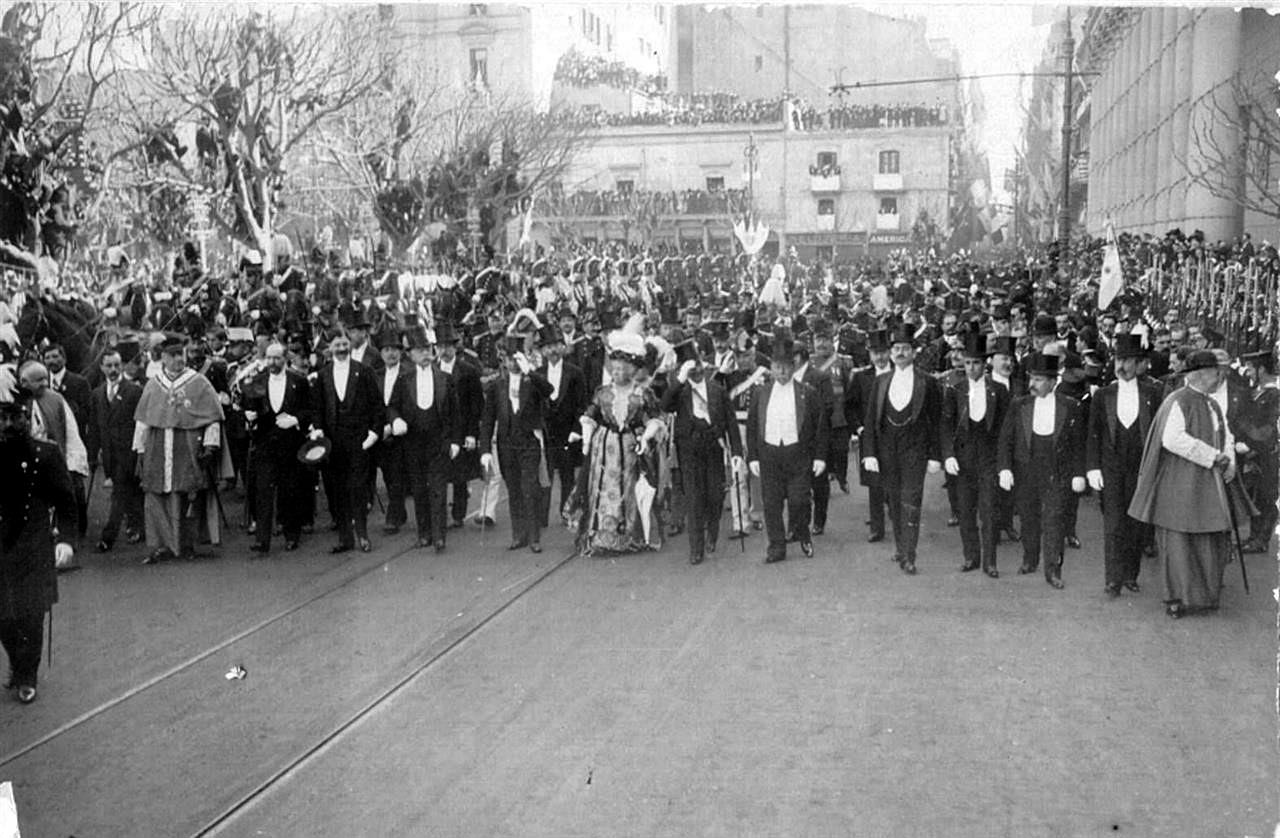
Centenario de la Revolución de Mayo. Tedeum del 25 de mayo de 1910. El presidente argentino José Figueroa Alcorta y la Infanta Isabel de Borbón a la cabeza.

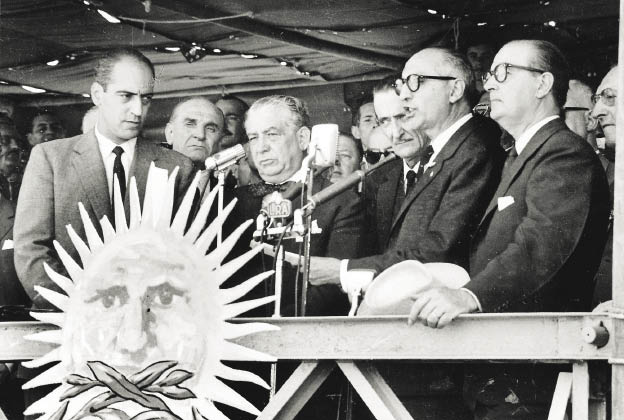
El presidente Arturo Frondizi junto al presidente del Consejo Nacional de Gobierno de Uruguay, Eduardo Víctor Haedo, en 1960, en un acto por el Sesquicentenario de la Revolución de Mayo.

Ello no fue óbice para durante los festejos del Centenario Argentino llegaran al país embajadores y comitivas especiales para tan importante celebración, que fueron recibidos por el presidente José Figueroa Alcorta y alojados —en muchos casos— por las familias tradicionales. La visita más esperada fue la de la Infanta Isabel de Borbón, tía del rey Alfonso XIII de España, quien se hospedó con toda la pompa en el palacio de la familia Bary, en la avenida Alvear y que inaugurara un nuevo edificio conocido como el Palacio Vera que fuera edificado por su propietario, el rico estanciero Eustoquio Díaz Vélez (hijo), precisamente en la Avenida de Mayo, la nueva y más prestigiosa vía de la ciudad de Buenos Aires.
Arribaron también mandatarios de países hermanos como Pedro Montt, presidente de Chile y Eugenio Larraburu, vicepresidente del Perú. Representaciones de Uruguay, Estados Unidos, Francia, Italia, Alemania, Holanda y Japón figuraron entre la lista de los estados participantes que participaron de los diversos desfiles castrenses.
El imponente y novísimo Teatro Colón fue el escenario de una gran función de la lírica en donde fue cantada la obra Rigoletto por Titta Ruffo, el impresionante barítono italiano.
Pero los festejos por el primer siglo de la Revolución de Mayo no solamente fueron a nivel estatal sino que también llegaron a Argentina intelectuales y escritores de aquella época: Ramón del Valle Inclán, Jacinto Benavente, Vicente Blasco Ibáñez —estos de la madre patria—, Georges Clemenceau, Jean Jaurès y Anatole France –estos tres últimos, franceses–.
Con motivo de El Centenario se erigieron monumentos ideados por las distintas y progresistas comunidades que habitaban la ya cosmopolita ciudad de Buenos Aires y que hoy en día son excepcionales exponentes de su arquitectura histórico urbana.

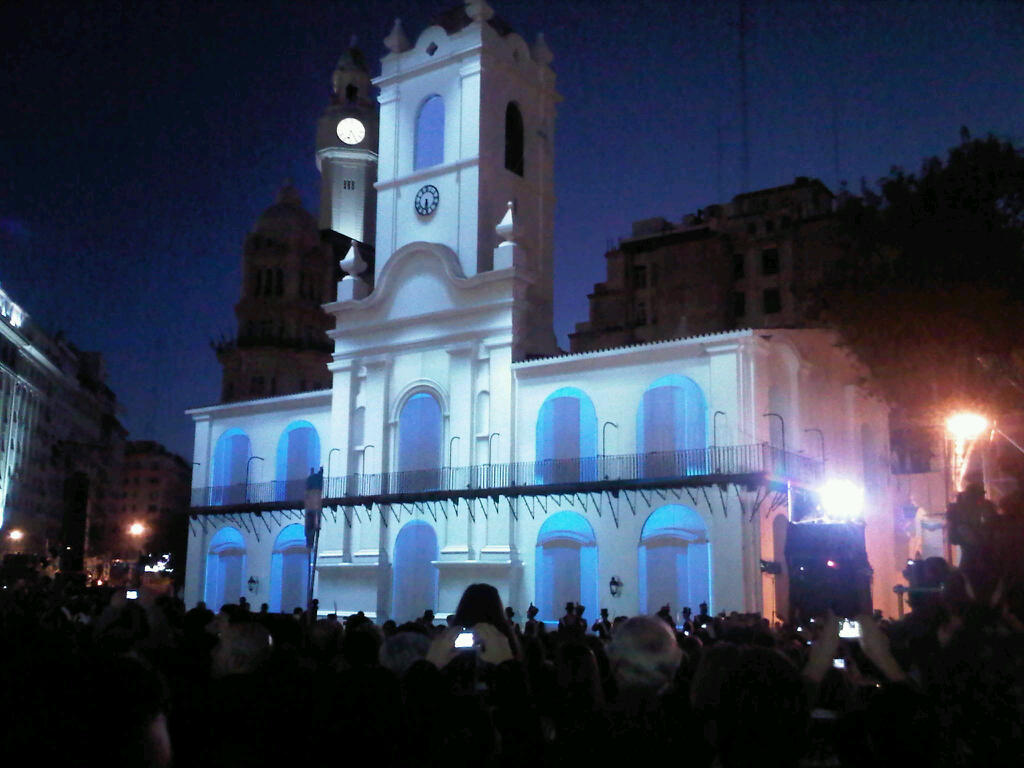
Bicentenario Argentino. Videomapping sobre el Cabildo.

En el año 2010 se cumplieron doscientos años de la Revolución de Mayo, lo que motivó las celebraciones del Bicentenario de la República Argentina.
La fecha, así como también la imagen de un Cabildo en forma genérica, se utilizan en diversas variantes para homenajear la Revolución de Mayo. Dos de las más notables son la Avenida de Mayo y la Plaza de Mayo, en esta última se erigió la Pirámide de Mayo al año de la revolución, la cual fue reconstruida con su aspecto actual en 1856. «25 de mayo» es el nombre de diversas divisiones administrativas, localidades, espacios públicos y accidentes geográficos de la Argentina; se pueden mencionar el departamento Veinticinco de Mayo en San Juan, la localidad de Veinticinco de Mayo en la Provincia de Buenos Aires, la plaza 25 de Mayo en Rosario, la Plaza 25 de Mayo en La Rioja y la «isla Veinticinco de Mayo» (conocida internacionalmente como isla Rey Jorge). También se utiliza un Cabildo conmemorativo en las monedas de 25 centavos, y una imagen del Sol de Mayo en las de 5 centavos.

### La Revolución de Mayo en la cultura popular
El carácter de fecha patria del 25 de mayo motiva que cada año la misma sea descrita con frecuencia en las revistas infantiles argentinas, como por ejemplo Billiken, así como también en manuales de uso escolar en las escuelas primarias. Dichas publicaciones suelen omitir algunos aspectos del evento histórico que por su violencia o contenido político podrían considerarse inapropiados para menores de edad, tales como el elevado armamentismo de la población de aquella época (consecuencia de la preparación contra la segunda Invasión Inglesa o las luchas sociales entre los criollos y los españoles continentales. En su lugar, se enfoca a la revolución como un evento desprovisto de violencia y que inevitablemente habría sucedido de una u otra forma, se pone el acento en aspectos folclóricos y secundarios tales como el estado del tiempo del 25 y si ese día llovía o no, o si el uso de paraguas estaba extendido o limitado a una minoría. También se presentan como personajes arquetípicos de la revolución a diversos pregoneros, entre ellos el vendedor de velas, el aguatero, la mazamorrera repartiendo empanadas entre los concurrentes a la plaza el 25 de mayo.
Los acontecimientos fueron representados en La Revolución de Mayo, una de las primeras películas mudas de Argentina, filmada en el año 1909 por Mario Gallo y estrenado en 1910, año del centenario. Fue el primer film de ficción argentino realizado con actores profesionales.
Entre las canciones inspiradas en los sucesos de mayo se encuentra el «Candombe de 1810». El cantante de tangos Carlos Gardel interpretó «El sol del 25», con letra de Domingo Lombardi y Santiago Rocca, y «Salve Patria» de Eugenio Cárdenas y Guillermo Barbieri. Pedro Berruti, por su parte, creó «Gavota de Mayo», con música folclórica.
En esta celebración, como así también en la del 9 de julio es muy común que el pueblo prepare o consuma locro, y en las escuelas primarias se beba un tradicional chocolate caliente.